# Aéroport de Paris-Orly
Pour les articles homonymes, voir Orly (homonymie).

Plan de l’aéroport.

L'aéroport de Paris-Orly (code IATA : ORY • code OACI : LFPO) est un aéroport international situé à 10 km au sud de Paris, couramment appelé aéroport d'Orly, du nom de l'une des sept communes sur laquelle il est situé. L'aéroport, ses aérogares et ses pistes sont réparties à cheval entre les départements de l'Essonne et du Val-de-Marne. Il est placé sous l'autorité du préfet de police de Paris.
Deuxième plate-forme aéroportuaire de France après l'aéroport de Paris-Charles-de-Gaulle, elle a accueilli, en 2024, plus de 33 millions de passagers. L'aéroport était historiquement divisé en deux aérogares principales : le terminal Sud (2 halls d'embarquement) et le terminal Ouest (4 halls d'embarquement) et dispose de trois pistes. En mars 2019, l'appellation des terminaux est modifiée pour y intégrer le bâtiment de liaison, dont la mise en service a lieu le 16 avril suivant. Orly Ouest est divisé en Orly 1 et Orly 2, le nouveau bâtiment de jonction prend le nom d'Orly 3 et Orly Sud devient Orly 4.
Il compte aussi une aérogare de fret et une zone d'entretien. L’aéroport est géré par le groupe ADP et exploité commercialement sous la marque Paris Aéroport depuis le 14 avril 2016.

## Situation géographique
| \| 20 km1:401 000 \| Beynes - Thiverval Chavenay - Villepreux Chelles Coulommiers Fontenay-Trésigny La Ferté-Alais Lognes-Émerainville Mantes - Chérence Meaux - Esbly Melun-Villaroche Moret - Épisy Nangis Les Loges Saint-Cyr-l'É. Les Mureaux Étampes Charles-de-Gaulle Le Bourget Orly Pontoise - Cormeilles-en-V. Paris-Saclay-Versailles Issy-les-M. Villacoublay |
| 20 km1:401 000 |

| 20 km1:401 000 |

L'aéroport de Paris-Orly est situé à 10 km au sud de Paris. Il est construit sur un plateau complètement plat, appelé plateau de Longboyau, à une altitude de 88 mètres. À l'ouest, quelques petites collines limitent la vue. À l'est, le plateau tombe rapidement sur la Seine. Le climat de l'aéroport est un climat océanique dégradé. Les températures moyennes sont plutôt douces, allant de + 4 °C en janvier à 19 °C en août. Par temps clair, on peut voir la tour Eiffel et la tour Montparnasse en direction du nord, et les émetteurs de radios de Sainte-Assise au sud.
Ses 1 528 hectares — un septième de la superficie de Paris intra muros, ou l'équivalent d'une ville comme Nancy — se répartissent sur sept communes appartenant à deux départements :
| Essonne             | 61,7 % | Val-de-Marne      | 38,3 % |
| ------------------- | ------ | ----------------- | ------ |
| Paray-Vieille-Poste | 27,4 % | Villeneuve-le-Roi | 22,5 % |
| Wissous             | 15,5 % | Orly              | 15,8 % |
| Athis-Mons          | 13,6 % |                   |        |
| Chilly-Mazarin      | 2,8 %  |                   |        |
| Morangis            | 2,4 %  |                   |        |

## Histoire et dates

### Les débuts
Inauguré le 23 mai 1909, Port-Aviation, installé à Viry-Châtillon, au bord de la Seine, est le premier aérodrome organisé au monde. C'est là que se tiennent la plupart des meetings aériens de l'époque. Le site de l'actuel aéroport de Paris-Orly, le plateau de Longboyau, situé à l'est de la route nationale 7, est alors occupé par des champs. Ces champs vont servir de terrain de secours à Port-Aviation, comme lors des inondations de 1910 qui l'ont rendu inutilisable. Au début de la Première Guerre mondiale, le site, facilement repérable et accessible, sert de terrain de secours aux avions alliés, et les agriculteurs du plateau les voient fréquemment s'y poser.
Le 1er janvier 1918, le ministère de la Guerre réquisitionne onze hectares sur le plateau de Longboyau et y construit un hangar. C'est le début du camp d'aviation d'« Orly - Villeneuve ». De plus en plus d'avions sont envoyés sur le front à partir de ce terrain. Le 31 mars 1918, les Américains établissent leur base aérienne sur le plateau d'Orly. Au début de 1919, le service des entrepôts généraux de l'aviation civile (SEGA) est installé à Orly. Il est pris en charge par l'armée américaine pour le stockage du matériel aérien de guerre. Sur ce terrain militaire, les Français, les Belges et les Américains se côtoient jusqu'en 1919.

### Après 1918

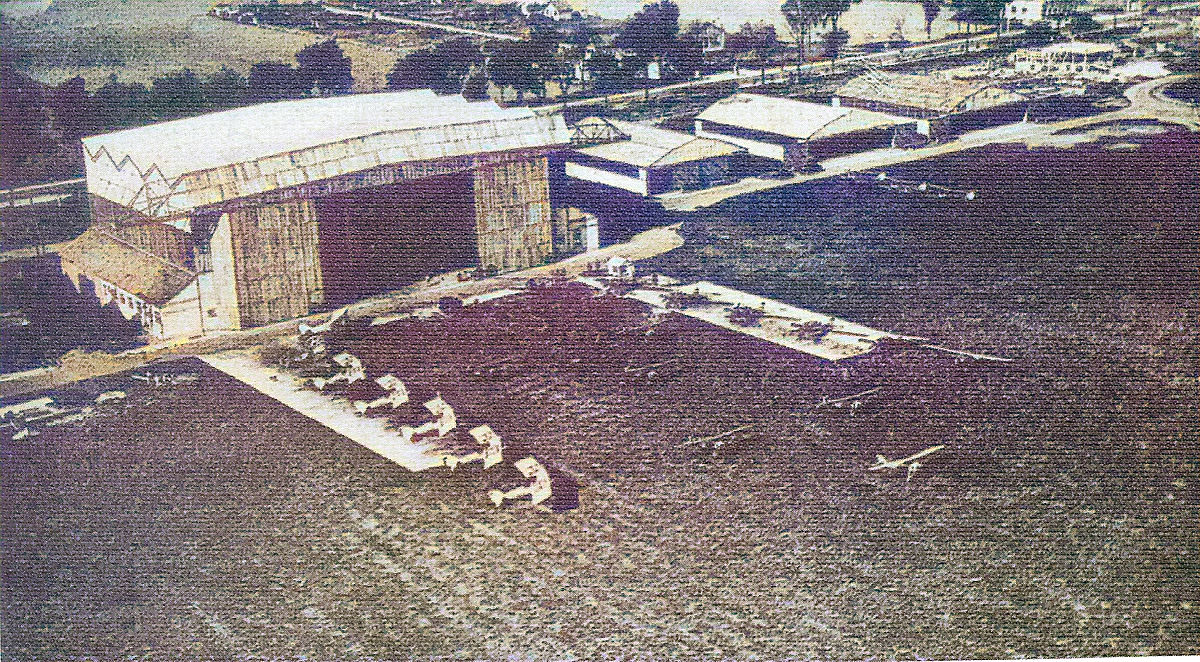
Aérodrome d'Orly vers 1926.

Après la Première Guerre mondiale, le terrain a une vocation essentiellement militaire pour la Marine. Deux immenses hangars sont construits pour accueillir des dirigeables, versés à titre d'indemnités de guerre de la part de l'Allemagne envers la France. Mais les dirigeables sont perdus en Méditerranée, et les hangars seront occupés par des avions.
L'ingénieur Paul-Louis Richard, célèbre pour ses records d'évasion y installe en 1921 une école d'entraînement des pilotes de réserve (futurs Cercles aériens). L'Armée de l'air y ouvre par la suite une école de pilotage. Le pilote Henri Guillaumet se forme à l'école militaire d'Orly.
Déjà, un aéroport civil est installé au nord du site, accueillant des avions de passagers civils. Plusieurs écoles de pilotage sont installées à Orly, comme celle de Charles Nungesser, dans laquelle l'aviatrice Hélène Boucher fera ses premiers vols. Le terrain accueille en outre la plupart des rencontres aéronautiques de l'époque.
Pendant la Seconde Guerre mondiale, le terrain est d'abord attaqué par la Luftwaffe (armée de l'air allemande), puis devient ensuite une base militaire allemande. Il est systématiquement bombardé par l'aviation alliée ; le 23 août 1944, les US Army Air Forces (forces aériennes de l'armée des États-Unis) s'installent à Orly. C'est à ce moment que l'ancienne tour de contrôle est construite, encore visible aujourd'hui, ainsi que les pistes nord-sud (02/20) dont l'une est désormais abandonnée, mais toujours présente.

### L'après-guerre

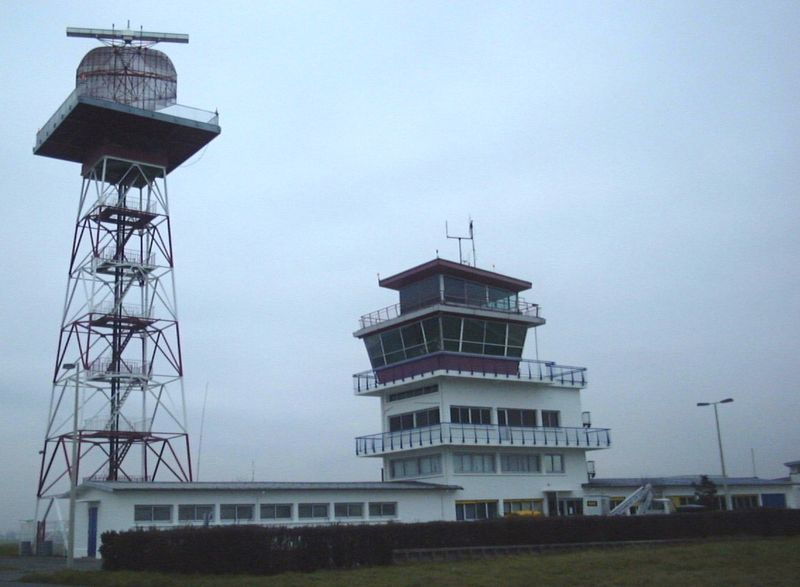
Ancienne tour de contrôle d'Orly. Le radar TA23 à gauche n'existe plus et a été démonté pour être remplacé par un radar STAR 2000.

En 1945, la société Aéroports de Paris est créée, chargée d'exploiter les aéroports autour de Paris. Le 7 novembre 1946, les Américains rendent la gestion de l'aéroport à la France. Une aérogare provisoire est construite juste à côté de l'ancienne tour de contrôle, de même que la piste 3 longue de 2 100 mètres à laquelle un milliard de francs français est consacré. En 1948 est inaugurée l'aérogare nord, détruite aujourd'hui. L'aéroport du Bourget reste encore, pour peu de temps, l'aéroport principal de Paris. Le salon de l'aéronautique se tient à Orly.
En 1947, la marine revient à Orly. En 1950, a lieu le dernier meeting aérien sur le site. Mais dès cette époque, le besoin d'un nouvel aéroport civil proche de Paris va donner un essor, et la prédominance définitive à l'activité civile. Air France quitte l'aéroport du Bourget pour Orly le 28 novembre 1952. L'aéroport du Bourget récupère le meeting aérien, devenu depuis le fameux Salon aéronautique du Bourget. Cette année-là, avec 1,2 million de passagers, Orly accueille déjà deux fois plus de passagers que l'aéroport Paris-Le Bourget. L'ère de la marine prend définitivement fin le 1er mars 1954. Orly devient alors un aéroport entièrement civil.
L'armée française et l'armée américaine continuent cependant à utiliser parfois l'aéroport de Paris-Orly. Par exemple, c'est d'Orly que sont parties les dernières troupes françaises pour l'Indochine, le 3 mai 1954.
Fin 1960, l'aéroport occupe « la superficie du cinquième de Paris (1 080 hectares + 410 supplémentaires) » et dispose d'une surface de hangars de 15 600 m2, ce qui le classe alors comme premier d'Europe continentale.

### La Marine à Orly entre 1927 et 1954
Dans les années 1920, la Marine nationale crée ce qui s’appelle alors « L’Aviation maritime, navale ou aéronavale », et qui est de nos jours la Force maritime de l'aéronautique navale. Les constructeurs en aéronautique étant quasiment tous installés en région parisienne, la Marine cherche donc un lieu lui permettant de réceptionner les avions en pièces détachées, les monter et les tester avant de les envoyer à leurs lieux d'affectation.
Ce sera tout d’abord à Nanterre, puis sur l’aérodrome de Saint-Cyr-l'École dans les Yvelines que les marins s’installeront. Enfin et par besoin d’extension de ses locaux, la Marine arrive à Orly le 1er avril 1927. Elle récupère les infrastructures devenues libres du fait de l’arrêt d’exploitation des ballons dirigeables civils, dont les deux immenses hangars en béton construits par l’ingénieur Eugène Freyssinet qui seront détruits en 1944 par l'aviation alliée.
Cette nouvelle base marine devient l’entrepôt général de l’aviation maritime puis plus tard l’entrepôt général de l’Aéronautique navale (EGAN).
En juin 1940, à la suite de l’avancée des troupes nazies sur Paris, la Marine évacue l’EGAN vers Rochefort en Charente-Maritime puis le transfère à Cuers dans le Var.
À la Libération de Paris, les Américains s’installent à Orly. L’amiral Henri Nomy, chef de l’Aéronautique navale, réclame auprès des Américains le retour de la Marine à Orly. Ce n’est pas sans difficulté qu’il obtiendra que l’escadrille 31S, alors basée aux Mureaux dans les Yvelines, puisse créer à Orly une escale pour ses plus gros avions et entre autres les quadrimoteurs Bloch 161 Languedoc et SO 30P Bretagne. Cette escadrille est alors chargée de transporter le personnel de la Marine, principalement de la Métropole vers l’Afrique du Nord.
Ce retour de la Marine à Orly sera toutefois de courte durée car en 1954, la 31S devra migrer vers Dugny-Le Bourget afin de laisser la place aux engins de travaux publics qui vont entamer la construction de l’aéroport international Paris-Orly et l’aérogare d’Orly Sud.
Jusque dans les années 1980, un arrêt de bus de la RATP baptisé La Marine rappelait encore cette présence à Orly. Quelques habitants des communes voisines ont aussi, aujourd’hui toujours en mémoire l’image des immenses hangars à dirigeables. Certains d’entre eux ont même travaillé sur le camp d’Orly pour la Marine nationale.

### L'aérogare Sud, les «dimanches à Orly»

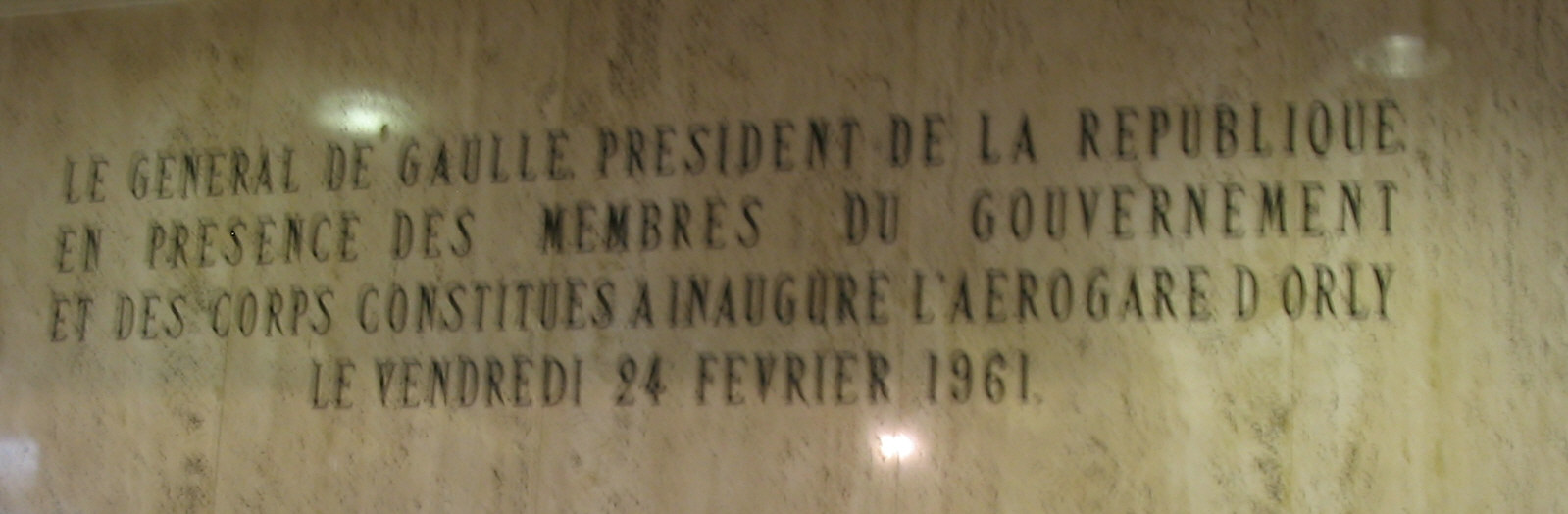
Plaque commémorative de l'inauguration de l'aérogare d'Orly Sud.

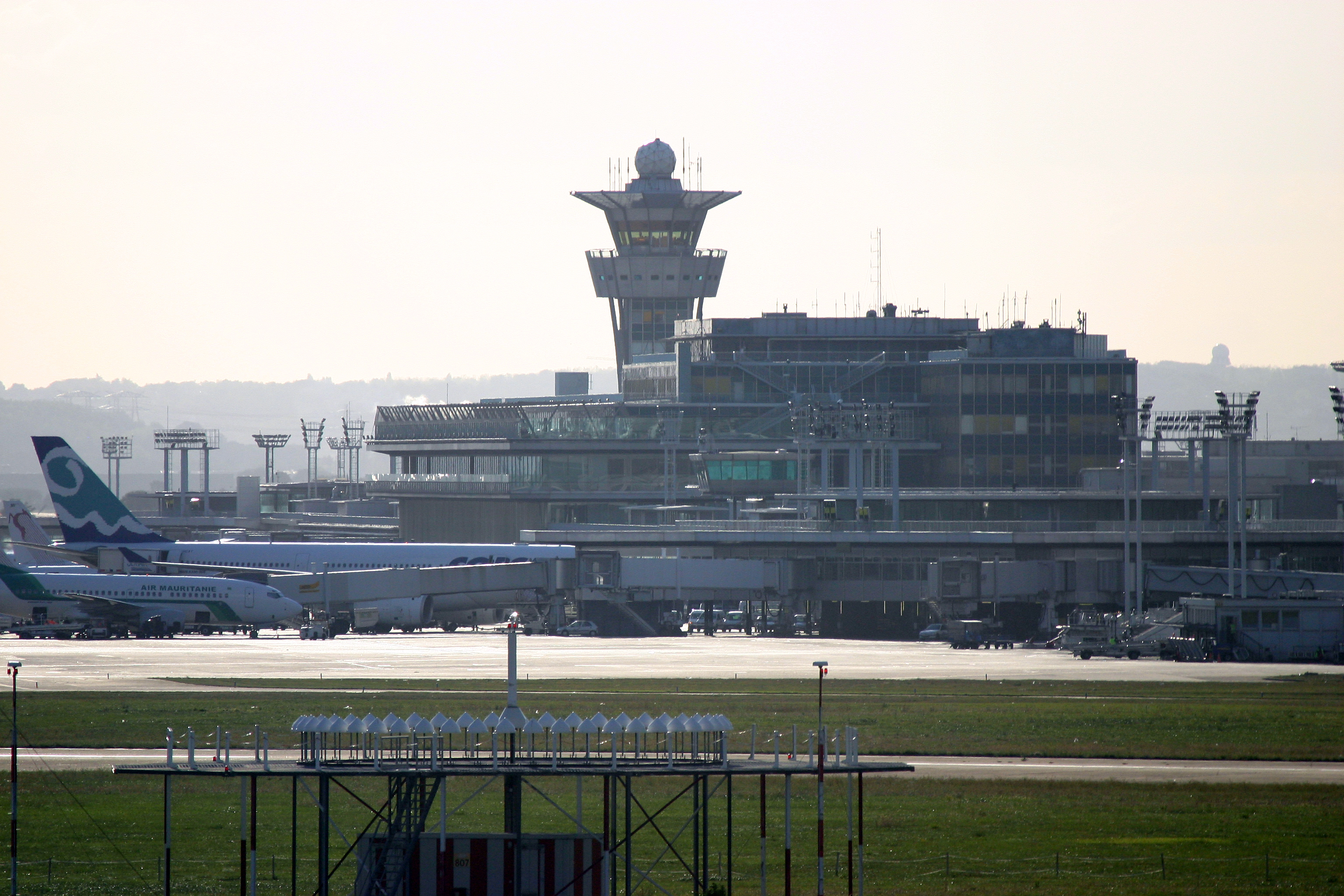
Vue sur l'aérogare d'Orly Sud et l'actuelle tour de contrôle. Au premier plan, on peut voir le VOR/DME OL de l'aéroport. Au-dessus de la tour de contrôle, on peut voir le radôme abritant le radar de sol Astre 2000.

L'aéroport s'équipe progressivement des installations aéronautiques adéquates. En 1953, le premier radar est mis en place et, en 1957, un VOR est installé, permettant une approche plus précise sur l'aéroport.
L'aérogare Sud (1957-1960) consacre une évolution marquée. Elle a été officiellement inaugurée le 24 février 1961 par le général de Gaulle,. Son architecture est innovante (voir infra). Pour pouvoir agrandir l'aéroport, de nombreux terrains ont été réquisitionnés, et continuent à l'être dans les années suivantes. La Nationale 7 est déviée vers l'ouest pour la faire passer juste en dessous d'Orly-Sud. Ceci permet une desserte plus rapide de l'aéroport depuis Paris.
Dans les années suivantes, l'aérogare Sud est visitée par des touristes qui viennent passer leur « dimanche à Orly ». De nombreux commerces dans l'aérogare, qui accueille de plus un cinéma avec deux salles, attirent touristes et locaux. Une célèbre chanson de Gilbert Bécaud parle de ces dimanches à Orly. L'aérogare Sud est alors un symbole de luxe et de modernité, une vitrine de la France, qui ne cesse de faire rêver. On y croise parfois les plus grandes vedettes qui se font photographier. En 1963, plus de trois millions de visiteurs non passagers sont venus, faisant de cette aérogare le monument le plus visité de France, devant la tour Eiffel. Le nombre des touristes atteint même 4 millions en 1965.
L'aérogare Sud est maintenant répertoriée par l'inventaire général du patrimoine culturel.
Le 3 juin 1962, le Boeing 707 F-BHSM d'Air France affrété par un groupe culturel d'Atlanta et à destination de New York s'écrase durant le décollage. Il y avait 132 personnes à bord, 130 furent tuées (les seules survivantes furent deux hôtesses de l'air, qui étaient assises à l'arrière de l'appareil, elles furent seulement légèrement blessées). À cette époque, c'est l'accident d'un seul avion ayant causé le plus grand nombre de morts.
La croissance du trafic est telle que l'aérogare Sud accueille six millions de passagers en 1965 et neuf millions en 1969, soit moitié plus que sa capacité théorique. En 1966, une nouvelle tour de contrôle est inaugurée à Orly, toujours en service en 2025. Dans le même temps, une nouvelle piste, dite « piste 4 » est construite. De plus, le transfert à Rungis du marché international favorise la croissance de l'activité de fret.
Mais déjà, la forte urbanisation de la banlieue parisienne rend difficile la cohabitation entre les riverains et l'aéroport. Le couvre-feu nocturne de 23 h 30 à 6 h du matin entre en vigueur en avril 1968, par décision ministérielle.

### À partir des années 1970

#### Développement
Pour faire face à un trafic passagers toujours en hausse, la construction de l'aérogare Ouest, conçue elle aussi par Henri Vicariot, est lancée en 1967. Elle entre en service le 26 février 1971, après 40 mois de travaux. Elle est organisée selon un schéma nouveau pour l'époque : les départs au premier étage, et les arrivées au rez-de-chaussée. L'aérogare d'Orly Sud sera réorganisée plus tard selon un schéma similaire. L'aérogare Ouest connaît de nombreux agrandissements par la suite.
Le 11 juillet 1973, le Boeing 707 du vol 820 Varig, effectuant la liaison Rio-Paris, fait un atterrissage forcé près d’Orly (à Saulx-les-Chartreux) après un incendie survenu à bord. Sur 134 passagers, on dénombre 123 morts.
Le 3 mars 1974, le vol 981 de Turkish Airlines pour Londres s'écrase dans la forêt d'Ermenonville, peu après avoir décollé d'Orly. Cet accident, connu sous le nom de catastrophe d'Ermenonville, est dû à un problème de fermeture de porte de la soute du McDonnell Douglas DC-10. Les 346 passagers sont morts.
Mais Orly manque alors d'espace pour s'agrandir, la zone étant déjà fortement urbanisée, et les terrains disponibles limités. Pour faire face à sa saturation annoncée, l'aéroport de Roissy-Charles-de-Gaulle entre en service le 8 mars 1974.

#### La cible d'attentats
Le 13 janvier 1975 a lieu un attentat à Orly. Des terroristes soutenus par le FPLP, avec Carlos à leur tête, tirent avec un lance-roquettes sur un avion de la compagnie israélienne El Al, mais le ratent. Un avion yougoslave est touché, faisant 3 blessés. La terrasse d'Orly Sud sera fermée au public à la suite de cet événement. Progressivement, beaucoup de compagnies quittent Orly pour Roissy. Peu à peu, l'aérogare perd sa fréquentation touristique, et le cinéma est définitivement fermé en 1992[réf. nécessaire]. C'est la fin des « dimanches à Orly ».
Le 19 janvier 1975, Carlos revient avec deux autres personnes. Ils attaquent l'aéroport et prennent deux personnes en otage. Ils demandent et obtiennent un avion pour partir à Bagdad. Cette attaque a fait 21 blessés.
Le 20 mai 1978, trois terroristes pro-palestiniens ouvrent le feu dans la zone internationale de l'aérogare Sud, au comptoir de la compagnie israélienne El Al. La fusillade cause la mort de deux policiers et fait cinq blessés. Les trois terroristes sont abattus,.
Le 12 juin 1980, Action directe commet un attentat contre la consigne de l'aéroport, blessant 8 personnes.
Le 7 juillet 1983, Orly reçoit pour la première fois un appareil détourné. Il s'agit d'un Boeing 747 d'Iran Air dont le contrôle a été pris par six moujahiddins dotés d'armes et d'explosifs et opposés au régime politique iranien. Cet événement s'achève sans faire de victimes après qu'un responsable moujahiddin présent en France arrive, depuis la tour de contrôle, à convaincre les terroristes de se rendre.
Le 15 juillet 1983, un attentat à Orly organisé par le groupe terroriste arménien ASALA, visant le comptoir de la compagnie Turkish Airlines, fait 8 morts et 55 blessés.
Le 18 mars 2017, un homme a tenté de s'emparer d'une arme d'un militaire de l'opération Sentinelle. Il a été abattu par la patrouille en faction, dans le hall 1 de l'aérogare Sud de l'aéroport. Le parquet antiterroriste a été saisi de l'enquête.

### À partir des années 1990
En 1991, est créée la liaison Orlyval permettant de relier l'aéroport à la gare d'Antony. Elle utilise le système de transport automatique VAL qui fut mis au point pour le métro de Lille et est aujourd'hui également utilisé à Rennes, à Toulouse, aux États-Unis et à Paris-CDG.
Ces années 1990 marquent un tournant dans l'aéroportuaire parisien. En effet, avant 1992, Orly est l'aéroport « leader » de l'agglomération alors que Roissy-Charles-de-Gaulle est considéré comme une plate-forme éloignée réservée à quelques vols long-courrier. La compagnie Air France, dirigée à l'époque par Christian Blanc, bâtit néanmoins à Roissy son hub dès 1996. C'est une véritable plate-forme de correspondance visant à assurer une connexion permanente entre vols long-courrier et moyen-courrier pour récupérer de nombreux passagers aux compagnies étrangères. Cette stratégie se révèle redoutablement efficace et attire de nombreuses compagnies qui veulent se rapprocher de ce hub. Progressivement, l'activité d'Orly se réduit au profit de Roissy qui accueille rapidement plus de passagers. Roissy passe alors en tête des aéroports parisiens et la priorité de développement lui est donnée.
Orly change alors de vocation. Il devient un aéroport essentiellement consacré aux liaisons « point à point » vers les destinations métropolitaines, le Maghreb et les DOM-TOM après le départ pour Roissy de nombreux vols long-courriers et d'une grande partie de l'activité de fret. Cette vocation est confirmée avec la création des navettes d'Air France qui desservent les plus grandes villes françaises : Toulouse, Nice, Bordeaux et Marseille, puis Montpellier à partir de novembre 2016. Les navettes fréquentes et les compagnies aériennes à bas prix démocratisent peu à peu le transport aérien et le rendent plus facile.
Également, durant la décennie 1990, Orly a failli connaître à deux reprises une catastrophe aérienne :
- le 22 octobre 1993, un Airbus A320 d'Air Inter décolle avec précipitation pour échapper à des manifestants grévistes en zone réservée d'Orly. Dans la confusion, l'équipage oublie de rentrer le train d'atterrissage et ressent rapidement des vibrations sur l'avion. L'équipage croit à une défaillance des moteurs et les coupe successivement transformant l'Airbus en planeur. Réalisant son erreur, le pilote redémarre les moteurs à moins de 500 m du sol et rentre à Orly[22] ;
- le 24 septembre 1994, un Airbus A310 en provenance de Bucarest, en fin d'approche d'atterrissage sur la piste 26 effectue une montée brutale suivie d'un décrochage et d'un piqué vers le sol que le pilote rattrape à 240 m du sol seulement. Les 186 passagers et membres d'équipage s'en tireront sans blessures et remercieront l'équipage. C'est néanmoins une erreur de pilotage (confusion de commandes) qui est à l'origine de cet incident[23].

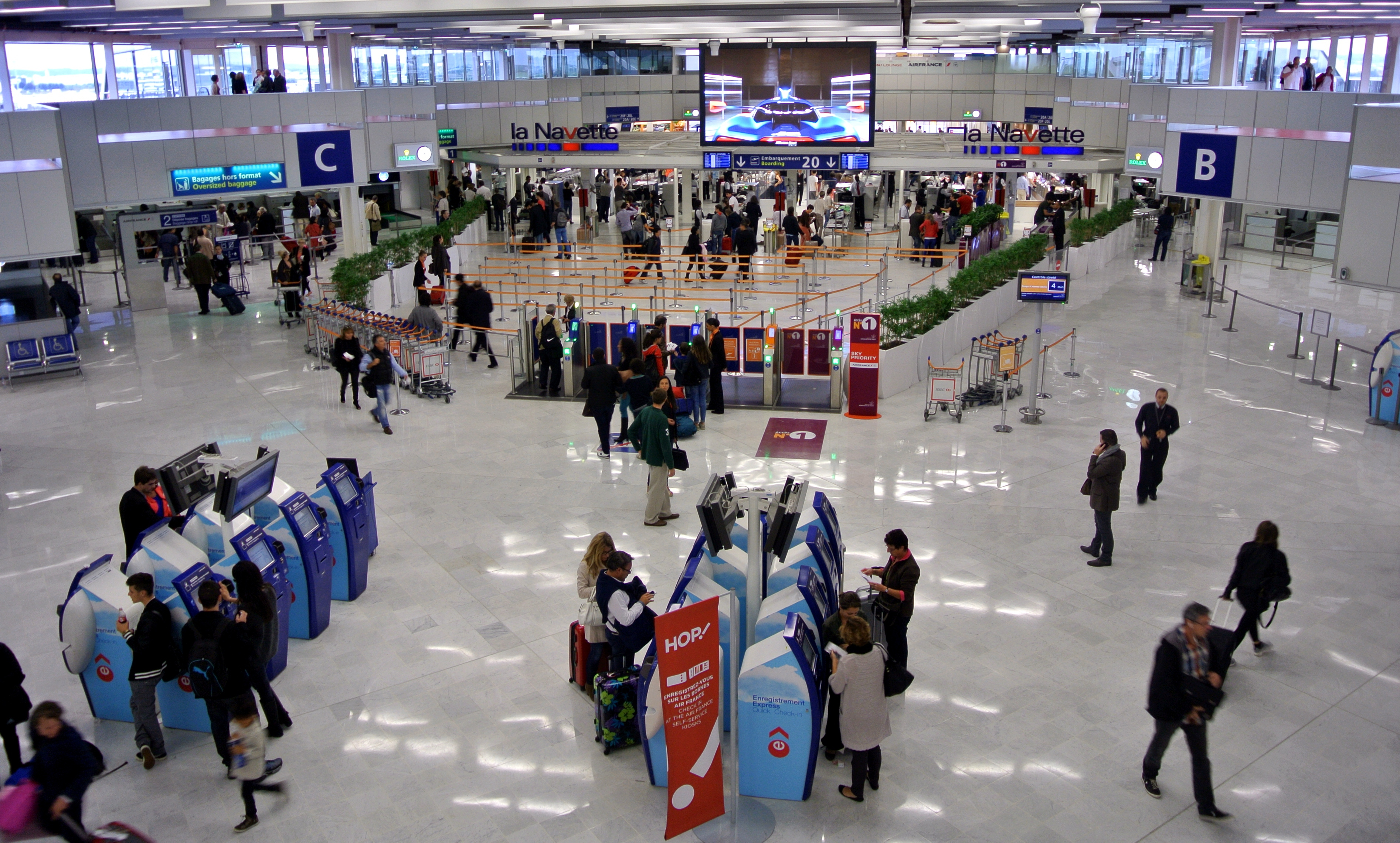
Hall 2 (La Navette Air France) à Orly Ouest.

Durant les années 2000, de vastes travaux de rénovation des aérogares, des pistes et du tarmac sont lancés. Le hall 2 de l'aérogare Ouest (qui accueille les vols La Navette d'Air France) est rénové en 2006. En 2008, les circuits internationaux de l'aérogare Sud sont réorganisés : les flux de départ et d'arrivée sont séparés, une grande zone commerciale et un espace unique d’embarquement sont créés.

### À partir des années 2010
Du 16 au 19 avril 2010, Orly a dû être fermé au trafic aérien en raison des éruptions du volcan islandais Eyjafjöll. Le nuage de cendres émis a transité sur la France et la traversée du pays par ce nuage a présenté un danger réel pour les avions en vol.
Dès 2013 et jusqu'à mi-2019, Aéroports de Paris lance un plan de rénovation d'envergure qui vise à transformer radicalement le visage du deuxième aéroport français derrière celui de Paris-Charles-de-Gaulle pour en faire un terminal unique organisé autour de trois halls d'embarquement (contre six jusqu'alors) en construisant à partir d'avril 2015, pour un montant de 385 millions d'euros, un bâtiment de liaison long de 250 m, d'une superficie de 80 000 m2 et d'une capacité supplémentaire de 3,5 millions de passagers par an, permettant de joindre les deux actuels terminaux Sud et Ouest. Ces trois halls d'embarquement correspondent à un trafic différent : Orly Sud et sa nouvelle salle d'embarquement accueillant les vols internationaux, Orly Ouest conservant les trafics domestique et de l'espace Schengen et le nouveau bâtiment intermédiaire se répartissant entre l'international et Schengen avec l'éventualité d'en modifier le ratio selon l'évolution du trafic. Cet édifice qui peut accueillir 1 500 m2 de boutiques supplémentaires, permet un parcours enregistrement-embarquement simplifié et bénéficie de la lumière naturelle avec des halls vitrés de 9,5 m sous plafond donnant vue sur les pistes.
Au préalable, la jetée internationale du terminal Sud, nouvelle salle d’embarquement de 12 000 m2 destinée au trafic international, a été inaugurée le 15 avril 2016.
Le lendemain, 16 avril, la société Aéroports de Paris annonce son plan stratégique Connect 2020 qui prévoit la création de deux nouvelles marques pour exploiter les activités du groupe ; les aéroports parisiens (Paris-Charles-de-Gaulle, Paris-Orly et Paris-Le Bourget) sont regroupés sous la marque Paris Aéroport, et toutes les autres filiales de la société Aéroports de Paris sont réunies sous la marque Groupe ADP.
Le 1er août 2018, l'extension du hall 1 du terminal Ouest sur 6 000 m2 porte la capacité du hall de 4,8 à 5,5 millions de passagers par an.
À partir du 19 mars 2019, l'appellation des terminaux change pour y intégrer le bâtiment de liaison, dont la mise en service a lieu le 16 avril suivant. Orly Ouest est divisé en Orly 1 et 2, le nouveau bâtiment prend le nom d'Orly 3 et Orly Sud devient Orly 4.
Les nombreux travaux entrepris par le Groupe ADP ont conduit l’aéroport d’Orly à être récompensé du prix 2020 de « World’s Most Improved Airport » (Aéroport ayant le plus progressé) décerné par Skytrax, organisme de référence internationale dans la notation des aéroports. Classé 139e aéroport mondial en 2019 en termes de satisfaction des passagers, il a décroché la 76e place au classement 2020, soit une progression de 63 places.
Le 2 décembre 2019, après plusieurs mois de travaux, la piste 08/26 a rouvert avec une nouvelle dénomination due à la déclinaison magnétique. Il s'agit désormais de la 07/25.

### À partir des années 2020
Comme tous les aéroports européens, l'aéroport d'Orly connait un effondrement du nombre de ses vols en mars 2020 avec le début de la pandémie de Covid-19 sur le continent. Le 17 mars à 23 h 30, le terminal 2 est fermé. Le 26 mars, le nombre d'avions quotidiens a chuté de 93 % et le nombre de passagers de 95 %. Décision est donc prise de fermer tous les vols commerciaux le 31 mars à 23 h 59 pour une durée indéterminée. Les rares liaisons aériennes subsistantes sont transférées sur l'aéroport de Roissy. Le dernier décollage est un vol d'Air France de Paris vers Pointe-à Pitre à 15 h 45. Sur cette journée, l'aéroport ne connaitra que dix mouvements d'avions contre 600 en moyenne en fonctionnement normal. C'est la seconde fermeture de l'aéroport d'Orly après celle intervenue du 16 au 19 avril 2010 en raison des éruptions du volcan islandais Eyjafjöll.
Seuls les vols d'État, les vols sanitaires et les déroutements d'urgence sont autorisés à y atterrir.
L'aéroport devient un hub pour les évacuations sanitaires en avion ou en hélicoptère. En effet, pour soulager les services de réanimation des hôpitaux parisiens face à la pandémie, des patients en réanimation dans ces hôpitaux sont évacués vers des hôpitaux de province moins débordés, 150 malades devant être évacués via Orly entre le 31 mars et le 4 avril. L'aéroport rouvre ses portes pour les vols commerciaux le 26 juin, après presque trois mois de fermeture. Le premier vol décolle pour Porto à 6 h 30. La réouverture est partielle, limitée au seul terminal 3 à partir duquel 70 vols sont prévus pour cette première journée contre 600 en moyenne en temps normal.
La pandémie conduit à une baisse très importante du trafic aérien en 2020-2021, 66 % à Orly.
Malgré les difficultés endurées par le secteur aérien, l’aéroport poursuit sa modernisation. Le 8 décembre 2020 s’est achevée la première phase du projet RPDI (Refonte du Process des Départs Internationaux), avec l’inauguration d’un nouveau bâtiment en extension d’Orly 4 vers les aires aéronautiques, d’une superficie de 27 000 m2. Celui-ci comprend notamment une salle d’embarquement de 2 700 m2, pouvant accueillir au contact 3 avions moyen porteurs et un gros porteur, ainsi qu’une toute nouvelle zone commerciale dite « La Rue Parisienne »,.
Le 17 octobre 2023, Air France annonce son projet de départ de la plateforme aéroportuaire à l'horizon 2026. En effet, la compagnie souhaite regrouper ses activités sur son hub de Roissy, et faire d'Orly la base exclusive de Transavia, sa filiale à bas coût. Le projet suscite de nombreuses critiques dans le Sud de la France (Lyon ou Toulouse, par exemple) en raison d’une diminution prévisible des vols intérieurs en provenance d'Orly.
Depuis le 24 juin 2024, l'aéroport est desservi par le métro de Paris (ligne 14).

## Organisation du trafic

### Répartition du trafic
L’aéroport de Paris-Orly accueille à parts égales le trafic domestique, Schengen et international (les DROM-COM étant inclus au faisceau international).
Après l’unification des ex-terminaux Sud et Ouest, la répartition du trafic dans les 4 nouveaux terminaux s’organise de la manière suivante :
- Orly 1 et 2 : trafic domestique et Schengen ;
- Orly 3 : trafic Schengen et international ;
- Orly 4 : trafic international.

### Répartition des compagnies
Chaque terminal étant affecté à un type de trafic, cette organisation a permis d’attribuer un terminal à chaque compagnie opérant sur la plateforme :
- Orly 1 : Air Malta, Amelia, Chalair, EasyJet, Iberia, ITA Airways, TAP Portugal, Twin Jet, et Wizz Air ;
- Orly 2 : Air Europa, Air France (la navette), Vueling  et LOT Polish Airlines
- Orly 3 : Air Corsica, Air France (long-courrier et Schengen), Transavia et Vueling ;
- Orly 4 : Air Algérie, Air Caraïbes,Azul Brazilian Airlines Corsair, French Bee, La Compagnie, Pegasus Airlines, Royal Air Maroc, TUIfly et Tunisair.

### Catégories d’aéronefs
L’aéroport de Paris-Orly accueille différents types d’avions. Le trafic de la plateforme est largement dominé par les avions moyens porteurs (<137 t) qui représentent environ 80 % des mouvements. Les avions gros porteurs (>137 t) représentent eux les 20 % restants des mouvements enregistrés. À cela s’ajoute enfin une dizaine de mouvements d’avions légers (<5,7 t) chaque mois, soit une part infime du trafic (environ 0,15 %).
Chaque catégorie d’avion étant attribué à un type de trafic (court-courrier, moyen-courrier et long-courrier), les terminaux 3 et 4 sont les seuls à accueillir des avions gros porteurs. Depuis le 16 avril 2019, c’est donc à Orly 3 que stationnent les Boeing 777 d’Air France. Orly 4 quant à lui accueille sur sa jetée internationale le reste des avions gros porteurs, notamment les Airbus A350 d’Air Caraïbes et French Bee ainsi que les Airbus A330 de Corsair International qui y sont basés, les A330 d’Air Algérie et Tunisair, ainsi que les Boeing 787 de la Royal Air Maroc.

## Projets

### Cœur d'Orly
Un vaste projet nommé « Cœur d'Orly » a démarré en 2010. L'objectif d'Aéroports de Paris est de créer d'ici à 2020 un quartier d'affaires international sur 15 hectares, qui comprendra notamment des bureaux, un centre de congrès international, un hôtel quatre étoiles et un pôle de commerces et de services autour de l'ex-route N7, à l'est de la N7 actuelle. Le quartier est accessible par les dessertes actuelles (RER, VAL, Tramway T7) et à l'horizon 2024 par la future gare multimodale (lignes 14 et 18 du Grand Paris Express, TGV). Sur le long terme, Aéroports de Paris dispose d'un terrain d'une superficie de plus de 100 hectares pour développer la totalité de « Cœur d'Orly ».
Trois programmes ont été dévoilés en 2010 : Hegoa, Belaia et Askia.

### Rôle d'Orly dans le Grand Paris
Une proposition de loi déposée le 1er juin 2011, relative à la desserte aérienne du Grand Paris, évoque l'hypothèse d'une « délocalisation » de la plateforme aéroportuaire de Paris-Orly. Parallèlement, de nombreux projets redessinent sa desserte et son aménagement. Parmi ces derniers, le projet du Grand Paris affirme le rôle central de cet aéroport avec l’arrivée du Grand Paris Express et d’une gare TGV qui accueillera le projet d’interconnexion sud TGV et la future ligne LGV Paris Orléans Clermont-Ferrand Lyon. L’aéroport de Paris-Orly est une composante essentielle de ces projets. Il se situe sur un territoire couvert par une opération d’intérêt national dont l’aménagement a été confié à établissement public d’aménagement Orly-Rungis Seine Amont. Une Commission stratégique sur l’avenir de l’aéroport de Paris-Orly a été créée le 3 octobre 2011 par Nathalie Kosciusko-Morizet, alors ministre de l’Écologie, du Développement Durable, des Transports et du Logement, Maurice Leroy, ministre de la Ville et Thierry Mariani, ministre chargé des Transports. Cette commission, présidée par le préfet André Viau, vise à définir le rôle de l’aéroport de Paris-Orly dans un contexte de croissance attendue du trafic, à encourager les synergies avec le projet du Grand Paris et enfin à définir les conditions d’une insertion harmonieuse de l’aéroport dans son environnement (voir ci-dessous la section Impact environnemental de l'aéroport). À l’issue des travaux de cette commission, un rapport sera remis à l’automne 2012 au nouveau gouvernement.

## Équipements pour l'aviation

### Pistes

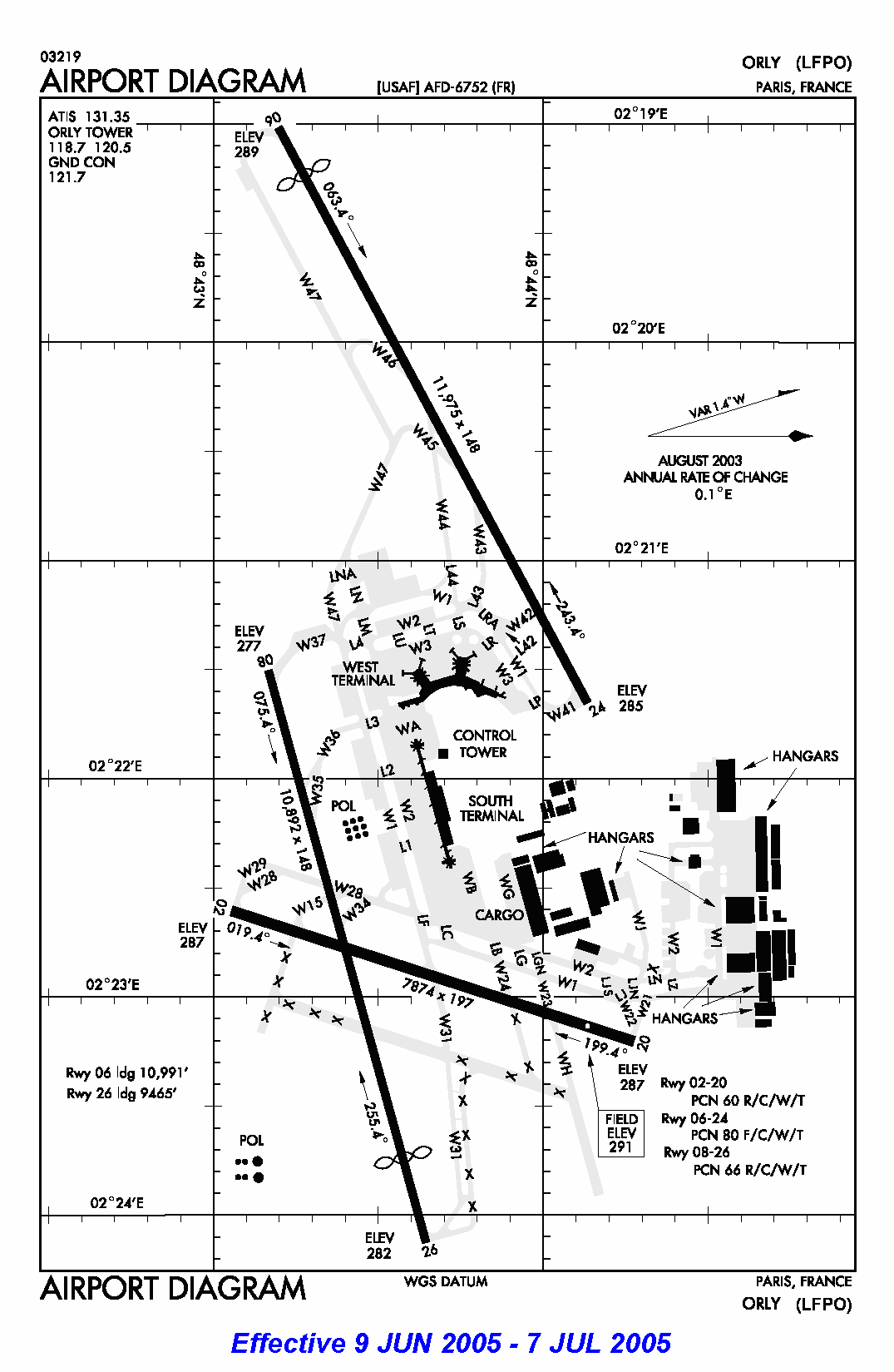
Plan des pistes de l'aéroport d'Orly en 2005 (la piste 07/25 était alors numérotée 08/26).

Trois pistes sont disponibles dont les caractéristiques sont indiquées dans le tableau ci-dessous. (il est préférable de se référer aux publications aéronautiques pour être informé des mises à jour) 
| Numéro | QFU     | Dimensions     | Nature  | TODA            | ASDA            | LDA             |
| ------ | ------- | -------------- | ------- | --------------- | --------------- | --------------- |
| 02 20  | 017 197 | 2 400 m × 60 m | Revêtue | 2 400 m 2 400 m | 2 400 m 2 400 m | 2 400 m 2 400 m |
| 06 24  | 061 241 | 3 650 m × 45 m | Revêtue | 3 710 m 3 710 m | 3 650 m 3 650 m | 3 350 m 3 650 m |
| 07 25  | 073 253 | 3 320 m × 45 m | Revêtue | 3 320 m 3 640 m | 3 320 m 3 320 m | 3 320 m 2 885 m |

Une quatrième piste parallèle à la piste 02/20 (située au sud de celle-ci) de longueur 1 850 m a été reconvertie en taxiway.
L'aéroport d'Orly exploite majoritairement les pistes 06/24 et 07/25. La piste 02/20 n'est utilisée qu'exceptionnellement lors de procédures d'urgence, travaux sur la piste 06/24 ou de vent très fort venant du secteur nord/sud. De plus, elle croise la piste 07/25 en son milieu rendant impossible l'utilisation simultanée des deux pistes. Les pistes 06/24 et 07/25 ne sont pas strictement parallèles (il existe un angle de 12° entre elles) ; les trajectoires qu'elles prolongent se croisent vers le sud-ouest. Les combinaisons possibles d'utilisation des pistes s'en trouvent limitées.
Les pistes, spécialisées afin de fluidifier et permettre une meilleure sécurité du trafic, sont utilisées comme suit.
- Par vent de secteur ouest (55 % des mouvements[48]) : la piste 25 est utilisée pour les atterrissages et la piste 24 pour les décollages.
- Par vent de secteur est (45 % des mouvements) : la piste 06 est utilisée pour les atterrissages et la piste 07 pour les décollages. Les atterrissages sur la piste 07 peuvent être acceptés après accord de la tour de contrôle. Cela permet de diminuer le temps de roulage des avions au sol et réduire la consommation de carburant. Néanmoins, les atterrissages sur la piste 07 restent rares.

Le carburant aviation est livré par le pipeline Le Havre–Paris de la société Trapil.

### Tour de contrôle

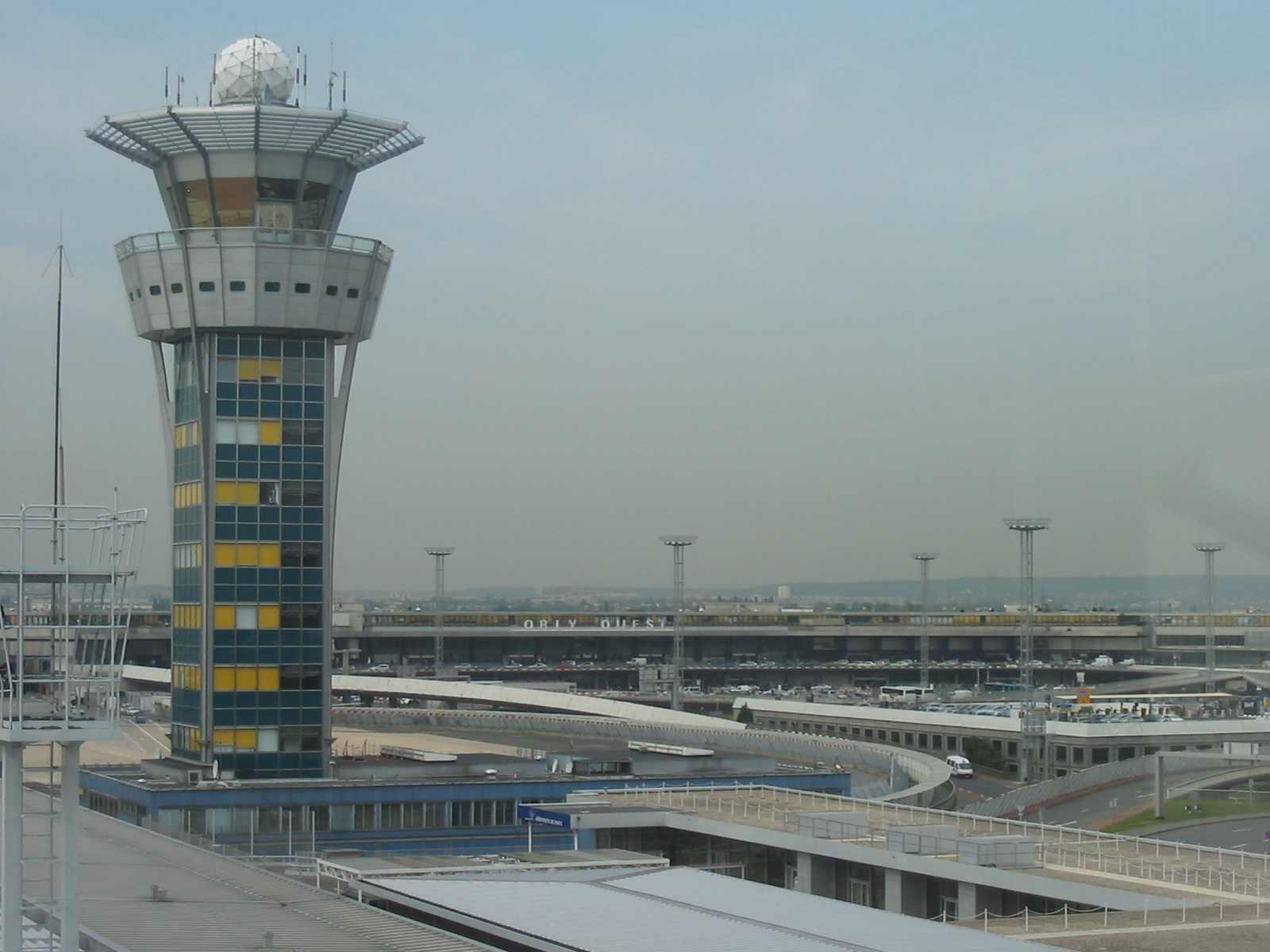
La tour de contrôle. Au second plan, l'aérogare Ouest.

La tour de contrôle a été construite en 1966, juste à côté de l'aérogare Sud et dans le même style que cette dernière, constituant avec elle un ensemble harmonieux. Elle est haute de 54 mètres. Elle comporte une vigie, ainsi qu'une salle IFR. C'est là qu'est gérée la circulation aérienne sur le tarmac d'Orly et dans l'espace aérien d'approche. Le contrôle aérien d'Orly gère aussi l'approche des aérodromes de Toussus-le-Noble et de Vélizy-Villacoublay.

### Autres équipements pour l'aviation
Les équipements pour l'aviation comprennent :
- 5 approches ILS et LOC (pistes 02, 06, 07, 24 et 25) ;
- 2 radars de sol et 2 radars d'approche ;
- 1 balise NDB/DME (POY/334) ;
- 1 zone de fret (Nord-Est de l'aéroport) ;
- 1 zone de maintenance avion (Nord-Est de l'aéroport) ;
- 1 zone VIP (Nord de Orly 4) ;
- 3 hélisurfaces ;
- 156 postes de stationnement pour les avions (de capacités différentes suivant la taille des avions prévus) et 3 postes de stationnement pour les hélicoptères (très rarement utilisés) ;

La plupart des avions (87 % au départ) se garent au contact des aérogares. L'aéroport dispose de 45 postes de stationnement, équipés de 59 passerelles télescopiques.
Les temps de roulage des avions sont ainsi les plus bas d'Europe, six minutes en moyenne.

## L'aéroport, en chiffres
- 270 entreprises représentant environ 25 000 salariés[réf. souhaitée].
- 70 000 m2 d'entrepôts de fret, 100 000 m2 de bureaux[réf. souhaitée].
- Environ 15 000 places de parking, réparties en 14 parcs[réf. souhaitée].

### Trafic: en graphique
Le graphique qui aurait dû être présenté ici ne peut pas être affiché car il utilise l'ancienne extension Graph, désactivée pour des questions de sécurité. Des indications pour créer un nouveau graphique avec la nouvelle extension Chart sont disponibles ici.

Voir la requête brute et les sources sur Wikidata.

#### Zoom sur l'impact du Covid de 2019-2020
Le graphique qui aurait dû être présenté ici ne peut pas être affiché car il utilise l'ancienne extension Graph, désactivée pour des questions de sécurité. Des indications pour créer un nouveau graphique avec la nouvelle extension Chart sont disponibles ici.

Voir la requête brute et les sources sur Wikidata.

### Trafic en tableaux
|                            | 2002       | 2003       | 2004       | 2005       | 2006       | 2007       | 2008       | 2009       |
| -------------------------- | ---------- | ---------- | ---------- | ---------- | ---------- | ---------- | ---------- | ---------- |
| Mouvements commerciaux     | 207 742    | 202 981    | 218 815    | 222 900    | 229 400    | 232 911    | 234 017    | 223 901    |
| Passagers commerciaux      | 23 172 639 | 22 457 037 | 24 053 215 | 24 860 532 | 25 622 152 | 26 440 736 | 26 209 703 | 25 107 693 |
| Evolution trafic passagers | -          | -3,1%      | +7,1%      | +3,4%      | +3,1%      | +3,2%      | -0,9%      | -4,2%      |
| Fret en tonnes             | 111 300    | 92 460     | 102 600    | 93 330     | 95 345     | 95 520     | 95 770     | 91 072     |

|                            | 2010       | 2011       | 2012       | 2013       | 2014       | 2015       | 2016       | 2017       |
| -------------------------- | ---------- | ---------- | ---------- | ---------- | ---------- | ---------- | ---------- | ---------- |
| Mouvements commerciaux     | 219 205    | 231 840    | 230 558    | 229 654    | 228 054    | 231 114    | 234 453    | 229 027    |
| Passagers commerciaux      | 25 203 969 | 27 139 076 | 27 232 263 | 28 274 154 | 28 862 586 | 29 664 993 | 31 237 865 | 32 042 475 |
| Evolution trafic passagers | +0,4%      | +7,7%      | +0,3%      | +3,8%      | +2,1%      | +2,8%      | +5,3%      | +2,6%      |
| Fret en tonnes             | 92 123     | 94 590     | 94 700     | 94 270     | 103 706    | 115 440    | 98 966     | 91 829     |

|                            | 2018       | 2019       | 2020       | 2021       | 2022       | 2023       | 2024       | 2025 |
| -------------------------- | ---------- | ---------- | ---------- | ---------- | ---------- | ---------- | ---------- | ---- |
| Mouvements commerciaux     | 229 052    | 218 349    | 84 724     | 118 557    | 195 791    | 205 600    | 203 757    |      |
| Passagers commerciaux      | 33 120 685 | 31 853 049 | 10 797 105 | 15 724 580 | 29 184 775 | 32 289 665 | 33 123 027 |      |
| Evolution trafic passagers | +3,4 %     | -3,8 %     | ▼ −66,1 %  | ▲ +45,64 % | ▲ +85,6 %  | ▲ +10,64 % | ▲ +13,49 % | -    |
| Fret en tonnes             | 86 204     | 88 609     | 54 724     | 73 751     | 76 534     | 67 170     | 65 449     |      |

## Compagnies aériennes et destinations
| Compagnies              | Destinations |
| ----------------------- | --- |
| Air Algérie             | - Alger-Houari-Boumédiène, - Annaba-Rabah-Bitat, - Batna - Mostepha Ben Boulaïd, - Béjaïa, - Biskra-M. Khider, - Constantine-Mohamed-Boudiaf, - Oran-Ahmed-Ben-Bella, - Sétif, - Tlemcen - Zenata - Messali El Hadj |
| Air Caraïbes            | - Cancún, - Cayenne-F. Éboué, - Guadeloupe - Maryse Condé, - Martinique A. Césaire, - Port-au-Prince T. Louverture, - Punta Cana, - Saint-Domingue Las Américas, - Saint-Martin - Princesse-Juliana (débute le 12 décembre 2025) En saison : San Salvador (Bahamas) |
| Air Corsica             | Ajaccio-Napoléon-Bonaparte, Bastia-Poretta, Calvi Sainte-Catherine, Figari Sud Corse |
| Air Europa              | Madrid-Barajas, Palma de Majorque |
| Air France              | - Ajaccio-Napoléon-Bonaparte, - Alger-Houari-Boumédiène, - Bastia-Poretta, - Calvi Sainte-Catherine, - Figari Sud Corse, - Guadeloupe - Maryse Condé, (Fin le 28 mars 2026) - La Réunion-R. Garros, (Fin le 28 mars 2026) - Marseille-Provence, (Fin le 28 mars 2026) - Martinique A. Césaire, (Fin le 28 mars 2026) - Nice-Côte d'Azur, (Fin le 28 mars 2026) - Toulouse-Blagnac (Fin le 28 mars 2026) |
| Amelia International    | Brive-Souillac, Pau-Pyrénées |
| ASL Airlines France     | Alger-Houari-Boumédiène |
| Azul Brazilian Airlines | En saison : São Paulo/Campinas |
| Chalair Aviation        | Aurillac, Castres-Mazamet |
| Corsair International   | - Abidjan-F.-H.-Boigny, - Antananarivo, - Bamako-M. Keïta, - Cotonou, - Dzaoudzi-M. Henry, - Guadeloupe - Maryse Condé, - Martinique A. Césaire, - Maurice-Sir Seewoosagur Ramgoolam, - La Réunion-R. Garros En saison : Punta Cana |
| easyJet                 | - Berlin-Brandebourg, - Faro, - Genève-Cointrin, - Milan-Linate, - Milan-Malpensa, - Naples-Capodichino, - Nice-Côte d'Azur, - Pise-Galileo Galilei, - Reykjavik-Keflavík, - Rome Léonard-de-Vinci/Fiumicino, - Skopje, - Toulouse-Blagnac, - Venise - Marco Polo En saison : - Athènes E.-Venizélos, - Brindisi Papola/Casale, - Cagliari, - Dubrovnik, - Lamezia Terme, - Olbia-Costa Smeralda, - Palerme Falcone-Borsellino, - Porto-F. Sá-Carneiro, - Rhodes-Diagoras, - Sofia-Vrajdebna, - Split |
| French Bee              | - La Réunion-R. Garros, - Miami, - Montréal (P.-E.-Trudeau), - Newark-Liberty, - San Francisco, - Tahiti-Faaa En saison : Los Angeles |
| Iberia                  | Madrid-Barajas |
| ITA Airways             | Milan-Linate |
| KM Malta Airlines       | Malte |
| La Compagnie            | Newark-Liberty |
| LOT Polish Airlines     | Cracovie-Jean-Paul II |
| Royal Air Maroc         | - Agadir-Al Massira, - Casablanca-Mohammed-V, - Dakhla, - Fès-Saïss, - Marrakech-Ménara, - Oujda-Les Angades, - Rabat-Salé, - Tanger |
| TAP Air Portugal        | Lisbonne-H. Delgado, Porto-F. Sá-Carneiro |
| Transavia France        | - Agadir-Al Massira, - Alger-Houari-Boumédiène, - Amsterdam, - Athènes E.-Venizélos, - Barcelone-El Prat, - Beyrouth-Rafic Hariri, - Béjaïa, - Berlin-Brandebourg, - Biarritz-Pays Basque, - Casablanca-Mohammed-V, - Constantine-Mohamed-Boudiaf, - Copenhague-Kastrup, - Dakhla, - Djeddah - Roi-Abdelaziz, - Djerba-Zarzis, - Dublin, - Erevan-Zvarnots, - Essaouira Mogador, - Faro, - Fuerteventura, - Istanbul, - Lanzarote-Arrecife, - Las Palmas/Gran Canaria, - Le Caire, - Lisbonne-H. Delgado, - Ljubljana-Jože Pučnik, - Madrid-Barajas, - Malaga-Costa del Sol, - Malte, - Marrakech-Ménara, - Marseille-Provence, (débute le 29 mai 2026) - Médine-Prince M. Bin Abdulaziz, (débute le 29 octobre 2025) - Monastir, - Montpellier-Méditerranée, - Munich-F. J. Strauß, - Nador, - Naples-Capodichino, - Nice-Côte d'Azur, (débute le 29 mars 2026) - Oran-Ahmed-Ben-Bella, - Oslo-Gardermoen, - Oujda-Les Angades, - Palerme Falcone-Borsellino, - Palma de Majorque, - Perpignan, - Porto-F. Sá-Carneiro, - Prague-Václav-Havel, - Rabat-Salé, - Reykjavik-Keflavík, - Rome Léonard-de-Vinci/Fiumicino, - Sétif, - Séville-San Pablo, - Stockholm-Arlanda, - Tallinn, - Tanger, - Tbilissi-C. Roustavéli, - Tel Aviv - Ben Gourion, - Ténériffe-Sud Reine Sofia, - Tirana-Mère-Teresa, - Tlemcen - Zenata - Messali El Hadj, - Toulon-Hyères, - Toulouse-Blagnac, (débute le 29 mai 2026) - Tozeur, - Tunis-Carthage, - Valence, - Vienne-Schwechat En saison : - Alicante-Elche, - Ankara Esenboğa, - Antalya, - Bari-Karol Wojtyła, - Rabil, - Bodrum-Milas, - Cagliari, - Catane-Fontanarossa, - Chișinău, - Comiso, - Corfou-I. Kapodístrias, - Kittilä, - Dubrovnik, - Édimbourg, - Errachidia, - Fès-Saïss, - Héraklion-N. Kazantzákis, - Hurghada, - Izmir-A. Menderes, - Kalamata, - Céphalonie, - Kos, - La Canée I.-Daskaloyánnis, - Larnaca, - Luleå, - Louxor, - Madère-C. Ronaldo, - Minorque-Mahón, - Milan-Malpensa, - Mykonos, - Olbia-Costa Smeralda, - Ouarzazate, - Podgorica, - Prévéza-Aktion, - Rabil, - Rovaniemi, - Santorin, - São Pedro C.-Évora, - Sfax-Thyna, - Skiathos-A. Papadiamándis, - Sofia-Vrajdebna, - Split, - Thessalonique-Makedonía, - Tivat, - Tromsø, - Varna |
| TUIfly Belgium          | Agadir-Al Massira, Casablanca-Mohammed-V, Marrakech-Ménara, Oujda-Les Angades, Rabat-Salé |
| Tunisair                | Djerba-Zarzis, Monastir, Tunis-Carthage |
| Volotea                 | - Ancône-Falconara, - Bilbao, - Gênes-Christophe-Colomb, - Rodez, - Tarbes-Lourdes-Pyrénées, - Turin S.-Pertini (Caselle), - Vérone - Villafranca En saison: Alghero-Fertilia, Olbia-Costa Smeralda |
| Vueling Airlines        | - Agadir-Al Massira, - Alicante-Elche, - Barcelone-El Prat, - Dublin, - Florence-Peretola, - Fuerteventura, - Grenade-F. García-Lorca, - Ibiza, - Lanzarote-Arrecife, - Le Caire, - Lisbonne-H. Delgado, - Londres-Gatwick, - Londres-Heathrow, - Malaga-Costa del Sol, - Marrakech-Ménara, - Milan-Malpensa, - Oviédo-Asturies, - Bilbao, - Palma de Majorque, - Porto-F. Sá-Carneiro, - Prague-Václav-Havel, - Rome Léonard-de-Vinci/Fiumicino, - Saint-Jacques-de-Compostelle, (débute le 26 octobre 2025) - Tanger, - Ténériffe-Sud Reine Sofia, - Valence En saison : - Ivalo, - Luleå, - Minorque-Mahón, - Reus, - Salerne-Côte amalfitaine |
| Wizz Air                | Budapest-Ferenc Liszt, Bucarest-H. Coandă, (débute le 26 octobre 2025) Rome Léonard-de-Vinci/Fiumicino, Varsovie-Chopin |

Actualisé le 16/03/2025

## Architecture et bâtiments remarquables

### Orly 4 (Orly Sud)

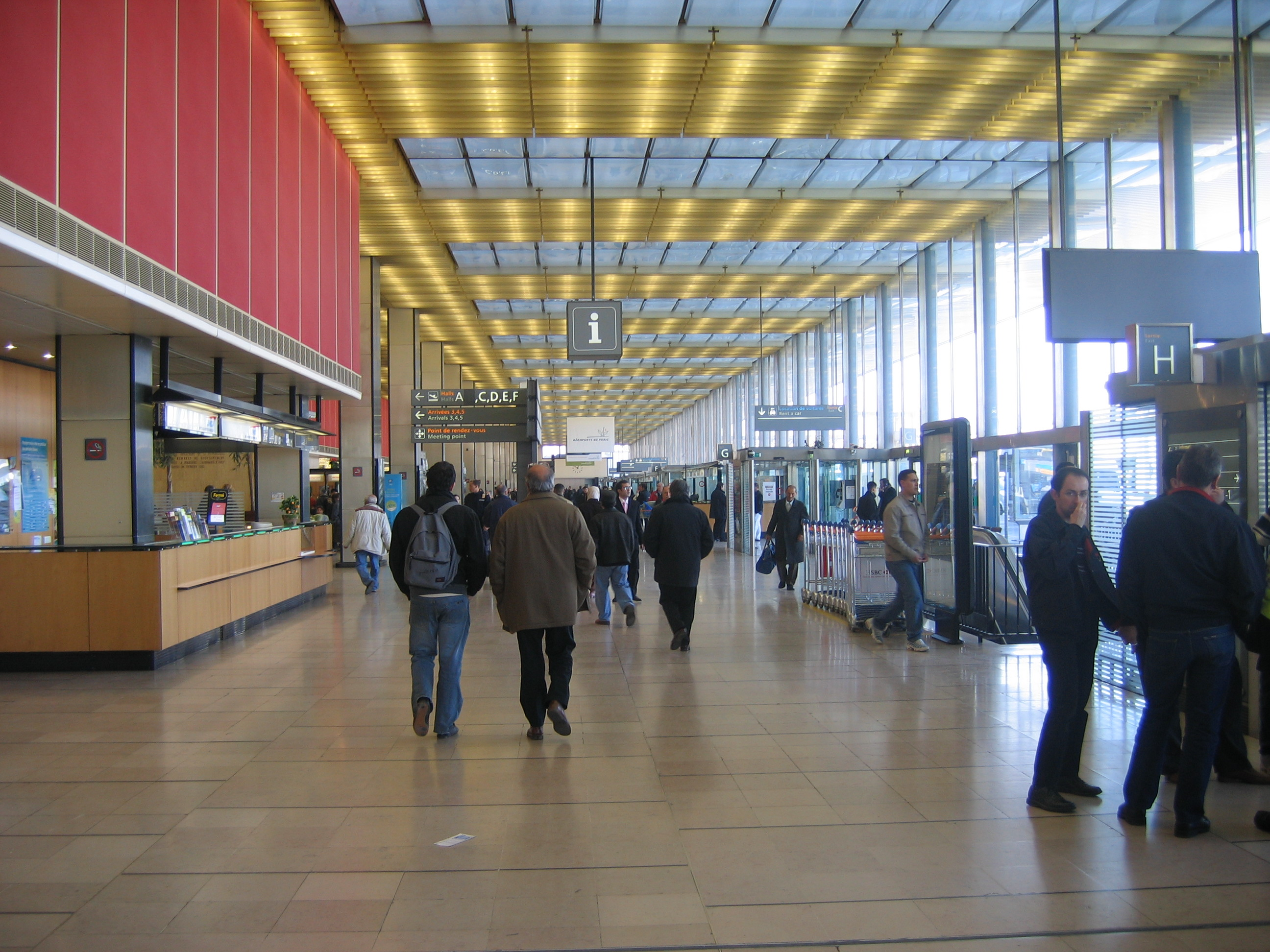
Rez-de-chaussée de l'aérogare d'Orly Sud.

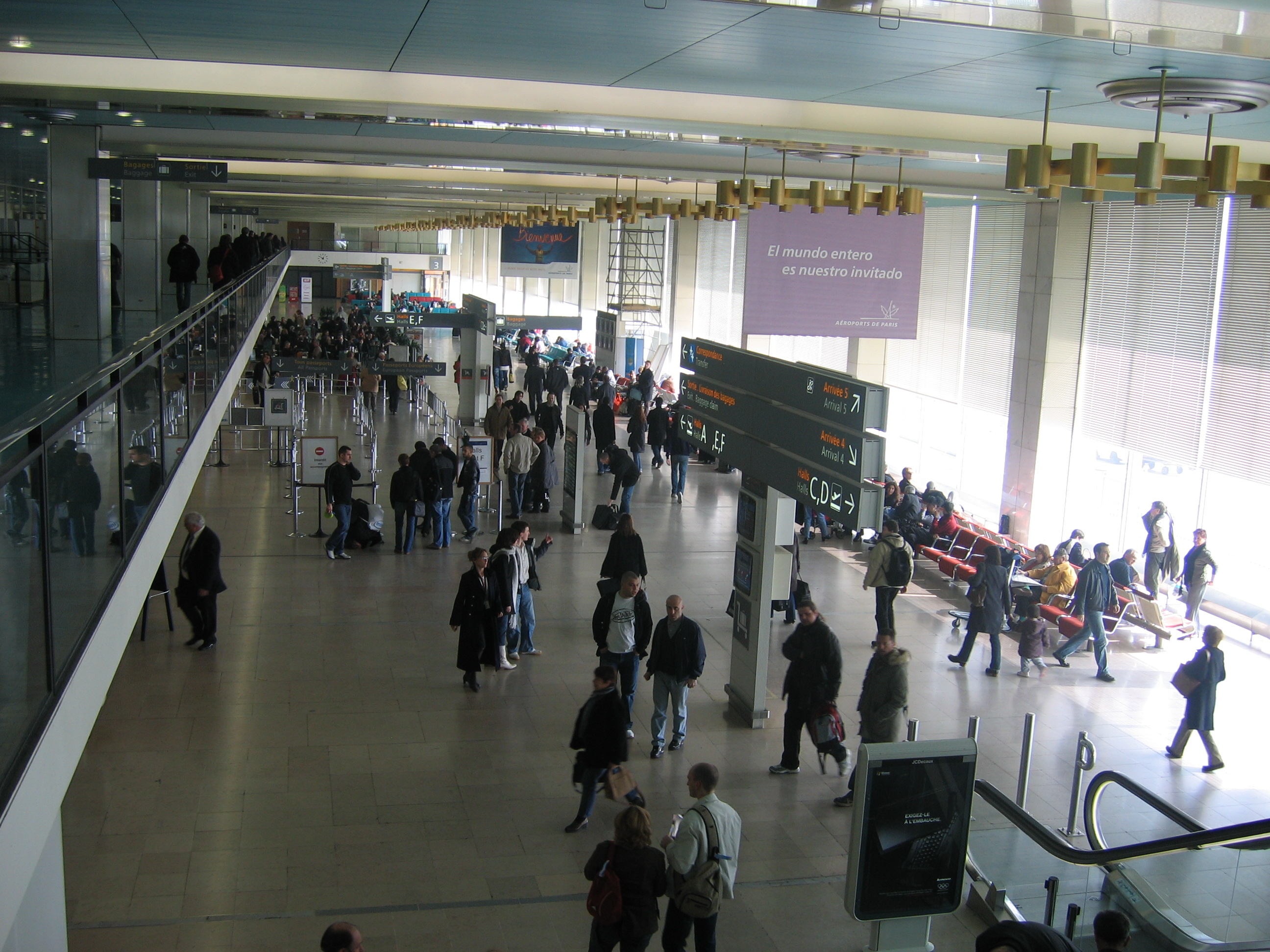
Premier étage de l'aérogare d'Orly Sud.

La construction de l'aérogare d'Orly Sud a débuté en février 1957 et s'est achevée en février 1961. L'aérogare a marqué l'évolution de l'aéroport et lui a donné une renommée internationale. Elle a été inaugurée par le général de Gaulle, ajoutant un mot resté célèbre dans l'histoire de l'aéroport : « Si jamais un ouvrage justifia la fierté de ceux qui l'ont édifié de leur cerveau et de leurs mains, c'est bien celui que voilà, à la rencontre du ciel et de la terre… ». Son architecture, conçue par Henri Vicariot, est entièrement métallique, fondée sur des méthodes importées d'Amérique du Nord (Lever House). Le large recours à l'acier, à l'aluminium et aux murs-rideaux (les premiers en France) est alors une innovation technique majeure.
La nationale 7 a été déviée lors de la construction de l'aérogare. C'est la première fois que cet axe est retracé depuis la période romaine. Elle passe désormais sous l'aérogare Sud et sous les taxiways ; l'automobiliste voit parfois un avion manœuvrer juste au-dessus de lui. De loin, il voit l'aérogare scintiller, et barrer de manière spectaculaire l'axe vers Paris.
L'aérogare se déploie face aux pistes en une barre de plus de 700 mètres de longueur, constituée d'un bâtiment principal de 200 mètres et de deux jetées latérales. Elle est profonde de 70 mètres. Cette disposition permet de limiter à 300 mètres le parcours à pied des voyageurs, soit sensiblement moins que la distance pour rejoindre la tête d'un train sur le quai d'une gare.
Le grand hall au premier étage est, à l'époque, d'une dimension inconnue dans un bâtiment public, et donne au visiteur une impression d'espace remarquable, grâce à son atmosphère lumineuse et aérée. Les murs-rideaux offrent une vue imprenable sur le tarmac et permettent d'y observer l'activité autour des avions, qui paraissent à portée de main. Les boutiques de luxe, le cinéma, l'accès aux terrasses, les bars, les restaurants en feront un pôle d'attraction touristique majeur. Dans les années 1960 et 1970, cette aérogare constituera une véritable vitrine de la France. Le succès est tel que l'aérogare deviendra le monument le plus visité de France devant la tour Eiffel.
L'atmosphère sonore a elle aussi été soigneusement pensée, pour donner une sensation plus calme que celle régnant dans les gares de l'époque. Plus de 3 000 haut-parleurs de faible niveau sonore sont répartis dans l'aérogare. Une voix féminine suave égrène les destinations les plus exotiques. Les messages de service ne sont pas envoyés par haut-parleur, mais par radio à chaque agent, soulageant ainsi le visiteur d'informations qui ne lui sont pas utiles.
Après l'achèvement en 1962 des jetées latérales, l'aérogare s'est agrandie.
En août 2001 à l'occasion du quarantenaire de l'aérogare sud une fresque de l'auteur Thierry Baratoux recouvre pour la première fois la façade du terminal Sud. La fresque montrait 5 enfants de différentes provenances représentant les 5 continents, symbolisant tous les voyageurs ayant pris l'avion sur la plateforme. Au dessus des 5 enfants, était inscrit "Orly Sud : depuis 40 ans, notre plus belle destination, c'est vous". Et était inscrit aux deux extrémités de la fresque l'année d'ouverture de l'aérogare : 1961, et l'année où la fresque était encore visible : 2001. La fresque sera retirée peu de temps après.
En juillet 2014, c'est une mosaïque de 7 000 portraits qui a recouvert toute la façade du terminal. Elle mesure 202 mètres de longueur sur 17 mètres de hauteur et regroupe des autoportraits d'anonymes et de quelques célébrités autour du mot « Bienvenue ». Les photographies ont été prises par des passagers, du personnel et des riverains de l'aéroport. Et cela jusqu'en novembre 2015.
En novembre 2015, c'est une œuvre de Jean-Charles de Castelbajac qui colore le terminal. L'artiste s'est inspiré des histoires des passagers, du personnel et des riverains pour créer la fresque qui orne les 3 200 m2 de la façade nord du terminal Sud. Et cela jusqu'en octobre 2018.
En octobre 2018, en prévision de l'ouverture du bâtiment de jonction (Orly 3). C'est une œuvre de l'artiste minimaliste italien Ray Oranges qui recouvre la façade du terminal Sud. L'œuvre met en lumière le futur nouveau terminal et sa desserte caractérisée par un train visible à gauche de l'œuvre (représentant la future desserte de la Ligne 14 du métro de Paris). Et est inscrit à l'extrême gauche de l'œuvre le terme "Paris-Orly change" faisant référence au regroupement des terminaux Sud et Ouest et du bâtiment de jonction en un terminal unique. Et cela jusqu'en juin 2022.
Depuis juin 2022, c'est une œuvre du duo d'artistes féminin Pangea (Colombine Jubert et Laetitia Rouget)qui recouvre les 3 200 m2 de façade. Cette œuvre est constituée de 11 illustrations représentant les engagements écologiques que le groupe ADP compte respecter en 2025 avec l'aéroport d'Orly. Est inscrit à l'extrême gauche de l'œuvre le terme "Un autre aéroport se dessine".
Dans la nuit du 15 au 16 janvier 2019 les lettres ORLY SUD qui ornaient l'auvent du terminal depuis 1971 (inauguration du terminal Ouest), sont retirées en prévision de l'ouverture du bâtiment de jonction (Orly 3) en avril de la même année. Le même sort pour les lettres du terminal Ouest. Et sont vendues aux enchères le 28 juin 2021. Quatre lettres sont laissées à Paris Aéroport. Et depuis le 11 avril de la même année les lettres PARIS ORLY ont remplacé ces lettres et ont cette fois été installées sur le toit de l'aérogare.
Le terminal est renommé Orly 4 le 19 mars 2019.

### Orly 1 et 2 (Orly Ouest)

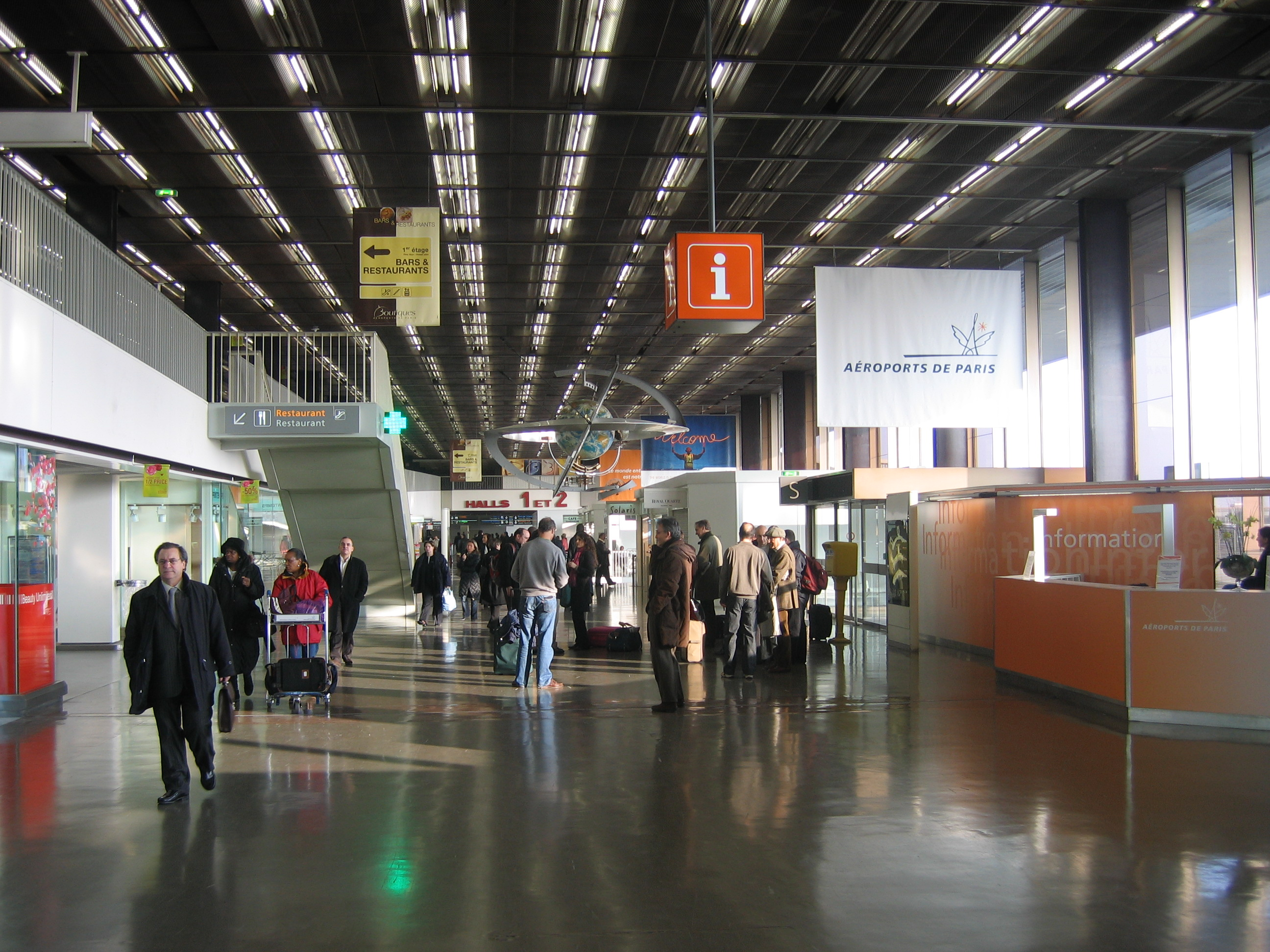
Premier étage d'Orly Ouest. Au centre, on peut voir le fameux globe d'Orly Ouest, nommé « l'Astrolabe ».

La construction d'Orly Ouest est lancée en 1967. L'aérogare est inaugurée le 24 février 1971. Le hall 2 (rénové en 2006 pour accueillir les vols « La Navette » d'Air France) et le hall 3 sont inaugurés ce jour-là. Elle a été conçue par les architectes Vicariot, Coutant, Vigouroux et Laroche. En 1986, le hall 4 est mis en service. Le hall 1 est inauguré en 1993, conçu par Paul Andreu.
Son architecture est elle aussi métallique. Mais surtout, la conception est novatrice. L'aérogare est conçue pour faciliter l'embarquement rapide et efficace des passagers.
Tout d'abord, les niveaux sont séparés, le premier étage servant à l'embarquement, et le rez-de-chaussée aux arrivées. Ensuite, la répartition dans le hall permet au passager de trouver rapidement son comptoir d'embarquement. Le 16 novembre 2011, le premier système en France de dépose bagage automatique, permettant aux passagers d’enregistrer eux-mêmes leurs bagages en trente secondes, y a été testé,. Enfin, le déploiement des passerelles, les premières en France, permet un embarquement rapide des voyageurs, directement de l'aérogare dans l'avion.
Au premier étage, un globe nommé « l'Astrolabe », installé depuis 1970, censé représenter le système solaire, est devenu un emblème d'Orly Ouest.
Les lettres ORLY OUEST qui ornaient son auvent depuis l'inauguration de l'aérogare sont retirées dans la nuit du 16 au 17 janvier 2019 en prévision de l'ouverture du bâtiment de jonction (Orly 3) en avril de la même année. Le même sort pour les lettres du terminal Sud.
Le terminal est divisé en Orly 1 et 2 le 19 mars 2019.

### Orly 3
La construction du bâtiment de jonction qui relie les ex-terminaux Sud et Ouest a été lancée en avril 2015. Le nouveau terminal 3 est inauguré le 18 avril 2019.
D'une longueur de 250 m et d'une hauteur sous plafond de 9,5 m, ce bâtiment se distingue par la présence d'un mur d'eau situé entre la zone de contrôles et la zone commerciale. La salle d’embarquement permet de traiter au contact quatre gros porteurs ou huit moyens porteurs sur quatre postes avions mixtes. La moitié de la salle d’embarquement peut également être utilisée en mode bi-statut : Schengen ou international en fonction des besoins d’exploitation,.

### La maison de l'Environnement

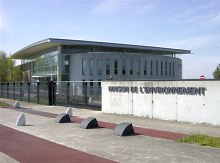
La maison de l'Environnement.

La maison de l'Environnement de l'aéroport d'Orly est un lieu d'information et de documentation pour le grand public.
Ce lieu permet de découvrir l'histoire de l'aéroport, les procédures de la circulation aérienne et les activités de l'escale sur l'aéroport.
Des expositions sur l'environnement, sur la prévention et le contrôle des nuisances dues au trafic aérien y sont fréquemment organisées.
Des anciens contrôleurs aériens d'Orly y font des vacations pour apporter toutes les explications nécessaires aux visiteurs.
Les riverains peuvent y visualiser les trajectoires des avions, en cas de litige.
Le premier rôle de cet établissement dépendant d'ADP est de permettre une meilleure communication de l'aéroport avec les riverains autour d'Orly.
Chaque année, des rencontres y sont organisées exposant au public les formations aéronautiques.
Ce bâtiment contemporain, construit en 1995, est similaire à la maison de l'Environnement construite à Roissy par ADP, sur les plans de l'architecte Pierre-Michel Delpeuch assisté par l'architecte Graciela Torre. Très lumineux et donnant une vue panoramique sur l'aéroport d'Orly, il est entouré de plantations de charmes conçus par les paysagistes de l'agence Signes.
Le bâtiment est ouvert du lundi au vendredi de 9 h à 16 h 30. L'entrée et le parking sont gratuits.

### Autres bâtiments

#### Le pavillon d'honneur

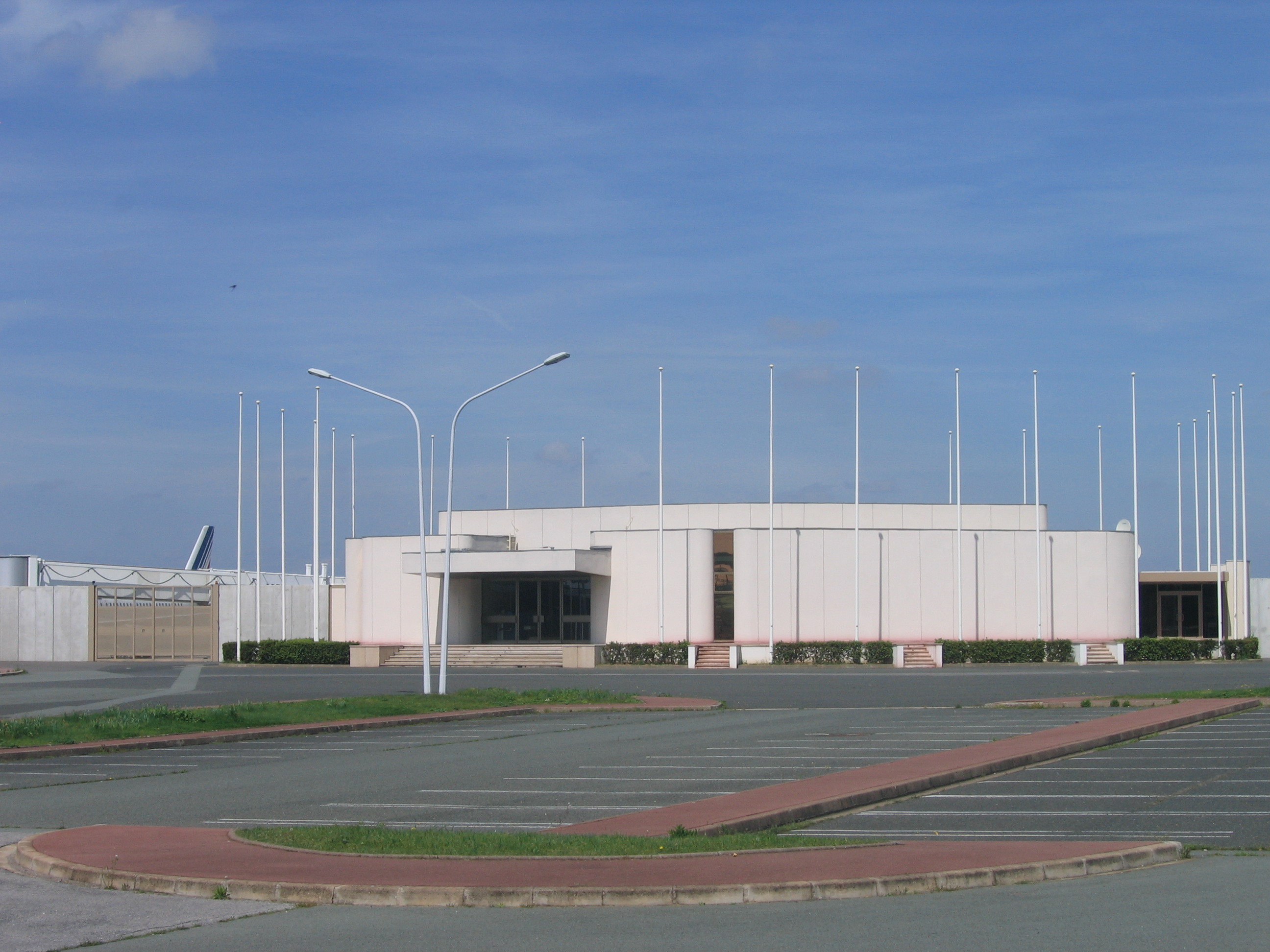
Ancien pavillon d'honneur d'Orly, vu du côté de la zone publique.

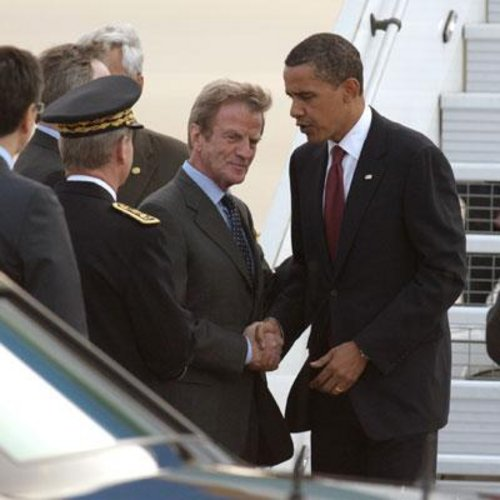
Le président des États-Unis, Barack Obama à Orly le 5 juin 2009 pour sa première visite officielle en France.

Un pavillon d'honneur existe à Orly. Jusqu'en 2017, il se situait juste à côté de l'aérogare Ouest. Il était entouré de mâts sur lesquels étaient accrochés les drapeaux du pays accueilli. Son surnom était « l'isba » car son premier hôte fut Nikita Khrouchtchev, président du Conseil des ministres (Gouvernement) de l'ex-URSS. Il existait un ancien pavillon en bois transféré comme aérogare à l'aéroport de Toussus-le-Noble où il a brûlé accidentellement.
Celui-ci se trouve désormais près de la zone industrielle Nord de l'aéroport Paris-Orly et a été réalisé par ADP Ingénierie. Le pavillon de réception accueille les chefs d'État et autres responsables politiques de tous pays lors de leurs déplacements aéroportés officiels. Les cérémonies qui s'y déroulent sont plus ou moins prestigieuses selon les demandes de la délégation du pays concerné. Elles sont placées sous la surveillance étroite des forces de l'ordre pour parer à tous risques d'attentat. Ce pavillon accueille les papes de l'Église catholique lors de leurs déplacements en France. Benoît XVI y a été reçu le 12 septembre 2008.
L'ancien pavillon d'honneur situé près du terminal Ouest a été détruit pour permettre l'extension du terminal et pour éviter les embouteillages provoqués par l'arrivée d'un chef d'État aux abords de l'aéroport.

#### Le centre de contrôle en route
Près de l'aéroport de Paris-Orly, sur le territoire de la commune d'Athis-Mons, se trouve le Centre de contrôle en route (CCR), appelé aussi Centre en route de la navigation aérienne (CRNA). Ce centre sert au contrôle aérien des avions lorsqu'ils sont en croisière, les prenant en charge pour les survols de la région parisienne ainsi que pour les régulations des départs et approches des aéroports du secteur, notamment Orly et Roissy-Charles-de-Gaulle.

#### La centrale
La centrale est un bâtiment qui intrigue souvent les passagers et les visiteurs. C'est à partir de là qu'est distribuée toute l'eau de l'aéroport, que ce soit pour l'eau potable, ou bien pour les climatisations. C'est également là qu'est reçue, transformée et redistribuée toute l'électricité dans l'aéroport.

#### La zone d'attente
L'aéroport d'Orly compte aussi une zone d'attente où sont placées les personnes qui se voient refuser l'entrée en France ainsi que les demandeurs d'asile en attente du traitement de leur demande d'entrée sur le territoire au titre de l'asile (voir aussi l'article Droit d'asile en France).

## Impact environnemental de l'aéroport

### Économie
La situation de l'aéroport de Paris-Orly, proche de l'autoroute A6 et de l'autoroute A86, a fait naître des zones d'activités, notamment à Rungis tout à côté, mais aussi dans les autres villes autour de l'aéroport. De multiples entrepôts et entreprises sont implantés, comme à Massy. Il en résulte un vaste bassin d'emplois ainsi que le développement des communes alentour et ce malgré les nuisances subies par les riverains (bruit, pollution, risque d'accident).[réf. nécessaire]

### Réclamations des riverains
Les cas litigieux sont jugés et sanctionnés par l'Autorité de contrôle des nuisances aéroportuaires (ACNUSA).
Les plaintes concernent principalement l'Essonne (46 %) et le Val-de-Marne (40 %). Il y en a eu 1 757 en 2003, 1 788 en 2004 et 753 en 2005. Les principaux motifs sont :
Motifs des plaintes, selon le rapport d'activité économique et de développement durable 2005 publié par ADP.
- Nombreux survols (35 %)
- Survols inhabituels (34 %)
- Basse altitude (7 %)
- Trafic de nuit (1 %)
- Bruit (1 %)
- Virages anticipés (1 %)
- Autres (21 %)

#### Nuisances sonores
Cependant, au nom du respect environnemental de par la situation géographique de l'aéroport en zone urbanisée, certaines associations demandent qu'une étude alternative sur le bien-fondé du développement économique de l'aéroport de Paris-Orly soit effectuée.
Bien que l'aéroport soit implanté sur seulement sept communes, plus de 45 se plaignent des nuisances sonores et de la pollution de l'air qui s'étendent sur tout le sud francilien. Les riverains et communes ont créé plus de cent associations (le réseau DRAPO regroupant plus de 30 associations environnementales et plus de 40 mairies, OYE349, NARN91, ANA, CNADR, etc.) pour s'opposer à l'augmentation de ces nuisances, et réclament la création d'un autre aéroport dans le grand bassin parisien.
Des volumes de protection environnementale (VPE) définissent des couloirs obligatoires pour les décollages et les atterrissages. L'utilisation de la piste nord-sud (02/20) est très rare pour éviter le survol de zones fortement urbanisées. Dix stations mesurent le niveau sonore des passages d'avions autour d'Orly (réseau Vitrail). D'autres stations sont implantées par Bruitparif.
L'aéroport est concerné par un Plan d'exposition au bruit (PEB) depuis le 3 septembre 1975 qui est destiné à éviter l'accroissement de la population à proximité de l'aéroport. Le PEB a été dernièrement revu par arrêté préfectoral le 21 décembre 2012.
Le Pôle Orly a pour objectif la performance économique, sociale et environnementale dans un esprit de développement durable, pour préserver et améliorer la qualité de vie des habitants. Dans le cadre des premières assises en 2005, un état des lieux de l’impact sonore de l’activité aéroportuaire d’Orly a été réalisé par le Centre d'information et de documentation sur le bruit (CIDB).
Pour tenter de limiter ces problèmes, des efforts sont faits pour insonoriser les logements, selon le plan de gêne sonore (PGS) établi qui a été revu en 2004. Une taxe sur les nuisances sonores aériennes (TNSA) a été instituée.
L'aéroport est fermé au trafic de 23 h 30 à 6 h du matin (décision ministérielle du 4 avril 1968), mais des dérogations peuvent parfois être accordées. Cette fermeture nocturne a tendance à favoriser le déport de l'activité de fret vers les aéroports de Roissy et de Vatry. C'est ce qu'a fait l'aéropostale, qui s'est installée à Roissy et ne maintient qu'une activité limitée à Orly.
Un arrêté d'exploitation du 6 octobre 1994 fixe également une limitation à 250 000 créneaux horaires attribuables pour obtenir environ 200 000 mouvements d'avions par an, mais depuis ce sont 228 000 en moyenne par an qui sont observés (voir statistiques plus haut). Ce nombre est de 237 804 mouvements totaux, commerciaux et non commerciaux, en 2016.

#### Dévaluation des propriétés
Les discussions pour concilier les nuisances et les intérêts économiques pour tous les acteurs et habitants de la région sont difficiles. Certaines communes redoutent la perte de retombées économiques, mais sont de toute façon paupérisées par les nuisances subies (bruit et pollution) qui limitent leur développement. Une étude commandée par l'ACNUSA sur l'évolution des prix de l'immobilier en région parisienne montre qu'entre 1996 et 2005 les communes étant soumises aux nuisances aéroportuaires ont connu une hausse de seulement 25,5 % du prix du logement contre 70 % dans l'ensemble de la région. Le débat revient régulièrement sur le devant de la scène, comme lors de la mise en service de la réorganisation des couloirs aériens dans le sud parisien en 2003.

#### Pétitions
Une pétition de l'« Association Vigilance Environnement de la Vallée de l'Yerres » (AVEVY) demande à étendre cette mesure afin d'améliorer la qualité de sommeil de 320 000 riverains.
L'ampleur des travaux d'extension planifiés sur l'aéroport (voir ci-dessus la section Projets de rénovation et d'extension) laissent craindre une dégradation conséquente et rapide du cadre de vie des riverains d’Orly, du fait de l’intensification des nuisances qui en découleront inévitablement, notamment par l'accroissement du nombre d’avions gros-porteurs et le risque sur le plafonnement annuel des mouvements qui n'est déjà pas respecté. Dans le cadre de l'enquête publique qui se déroule jusqu'au 9 novembre 2013, le collectif « Alerte Nuisances Aériennes » (ANA) lance une pétition pour le respect du cadre de vie des riverains.

### Écologie et développement durable
Depuis 2014, l'aéroport est davantage tourné vers le développement durable grâce à un système de traitement bio-épuratoire sur les eaux de ruissellement. Plus de 4,5 millions de m3 d'eaux pluviales sont récupérées et traitées chaque année. Un marais filtrant composé de sable et de roseaux et réparti sur douze bassins de 500 m2 vient s'ajouter au système de traitement physico-chimique.

## Accès

### Liaisons par les transports en commun
Il existe plusieurs moyens de se rendre à l'aéroport de Paris-Orly via les transports en commun.

#### RER / Orlyval

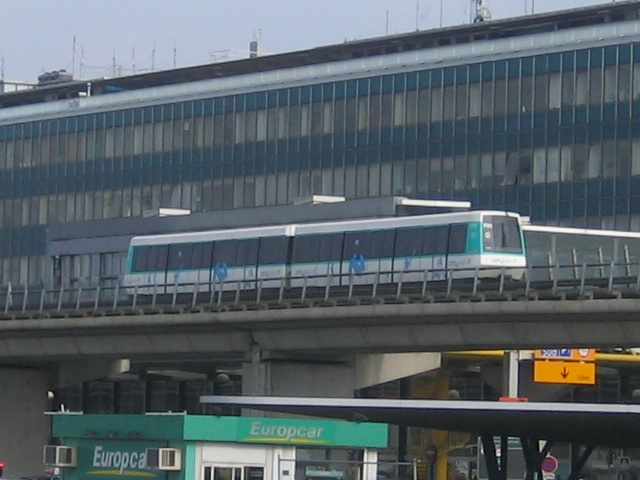
Orlyval devant le terminal Sud.

- RER B jusqu'à la gare d'Antony, puis emprunt d'Orlyval. Temps de parcours moyen entre Paris (Châtelet - Les Halles) et Orly : 25 minutes ; entre Antony et Orly : 8 minutes. Deux stations desservent l'aéroport : Orly 1, 2, 3 (Orlyval) et Orly 4 (Orlyval).
- RER C jusqu'à la gare du Pont de Rungis - Aéroport d'Orly, puis emprunt de la ligne de bus 183, reliant le terminal 4 à la gare. Temps moyen de parcours depuis la gare d'Austerlitz : 35 minutes.

Dans les faits, l'aéroport de Paris-Orly souffre de l'absence de liaison ferroviaire directe, ce qui a nui à son développement.
Dans le cadre du projet de ligne dite LGV Interconnexion Sud, il est prévu qu'une gare TGV soit implantée près ou au cœur de l'aéroport, ainsi qu'une interconnexion d'OrlyVAL au RER C.

#### Métro
- ligne 14 station Aéroport d'Orly.

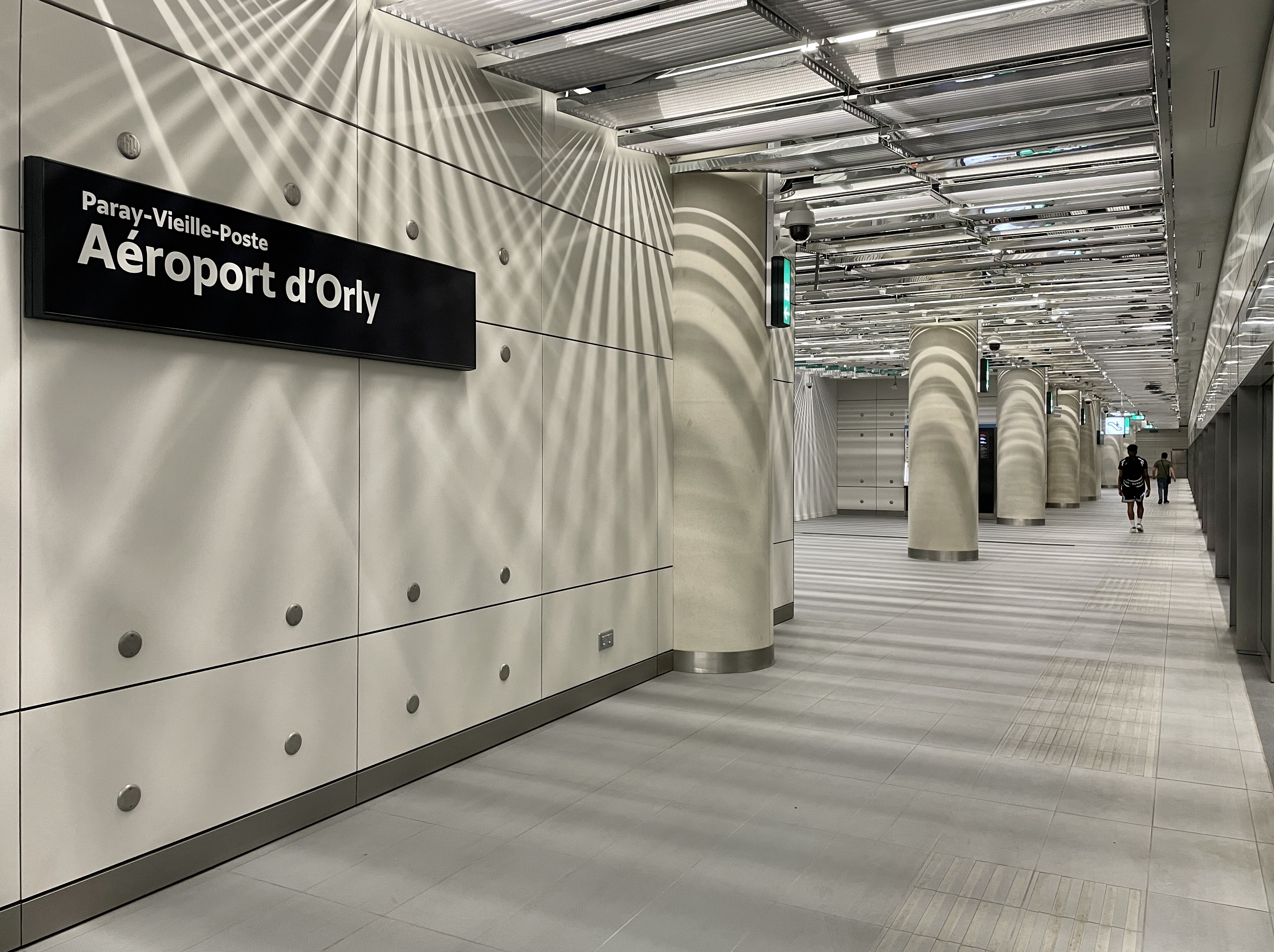
La station Aéroport d'Orly sur la ligne 14

Le projet de Grand Paris Express prévoyait la construction d'une station de métro du Grand Paris à l'aéroport. Cette station est implantée sous l'aérogare Orly 3 à une profondeur de 21 m. Elle accueille, côte à côte, les lignes 14 et 18 et offre un accès direct au bâtiment de jonction des aérogares, qui sera construit par ADP,. Son ouverture a eu lieu le 24 juin 2024 pour la ligne 14 et est prévue en 2027 pour la ligne 18.

#### Tramway

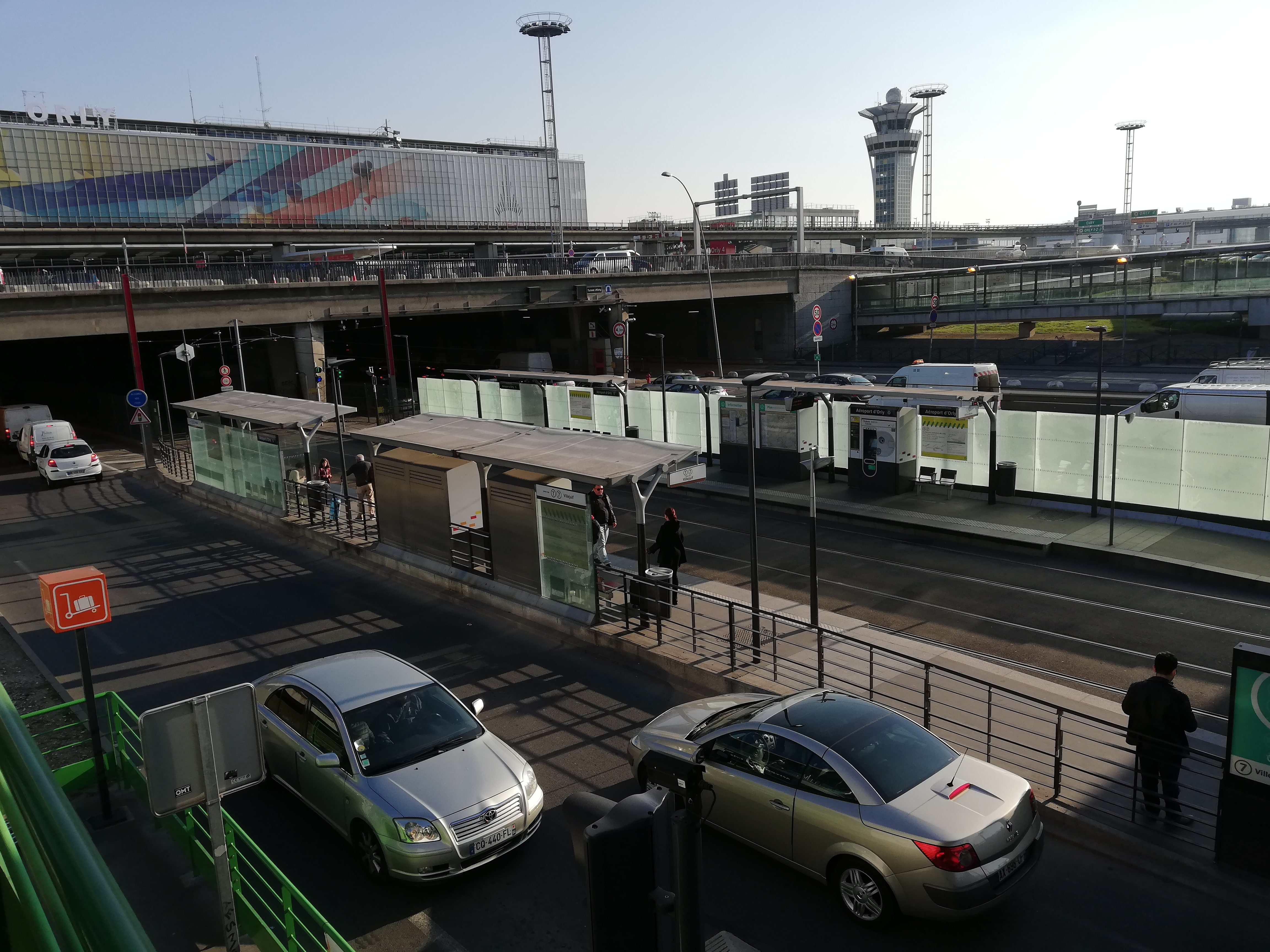
Station « Aéroport d'Orly » de la ligne 7 du tramway.

La ligne 7 du tramway relie la station de métro Villejuif - Louis Aragon, un des terminus de la ligne 7 du métro, à la station de tramway Porte de l'Essonne, à Athis-Mons, en passant sous l'aérogare d'Orly 4. Cette ligne reprend, depuis son inauguration le 16 novembre 2013, la partie nord de la ligne de bus RATP 285 qui, avant cette date, reliait la station de métro précitée à la gare de Juvisy.

#### Bus
Les temps de parcours, soumis aux aléas du trafic routier, ne sont données qu'à titre indicatif.
La ligne de bus RATP 183 relie Orly 4 au Marché international de Rungis. Avec la mise en service début 2021 de la ligne de tramway T9, la ligne de bus a été réorganisée pour effectuer la navette entre la Place Gaston Viens à Orly et l'aéroport,.
La ligne 91-10 du réseau de bus Île-de-France Ouest relie l'aéroport à Massy-Palaiseau (RER B et C) et à Saint-Quentin-en-Yvelines (RER C, Transilien N et U).
La ligne Express 191.100 relie Yerres et le marché international de Rungis via Orly 4 et Orly 1, 2, 3. Le temps moyen de parcours est de 45 minutes depuis Yerres (RER D), de 20 minutes depuis Juvisy (RER C) et de 20 minutes depuis Rungis.
La ligne 480 du réseau de bus de Seine Grand Orly dessert Orly 1, 2, 3, Orly 4 et les gares d'Ablon (RER C) et Villeneuve-Saint-Georges (RER D).
La navette Magical Shuttle permet de faire la liaison directe entre Orly et Disneyland Paris. Le temps moyen de parcours depuis l'aéroport est de 45 minutes.

#### Noctilien (bus de nuit)
La ligne Noctilien N22 relie la gare de Châtelet - Les Halles à la gare de Juvisy en passant sous l'aérogare d'Orly 4.
La ligne Noctilien N31 relie la gare de Lyon à l'aérogare d'Orly 4.
La ligne N131 relie la gare de Lyon à la gare de Brétigny et dessert les aérogares Orly 4 et Orly 1, 2, 3. Le temps moyen de parcours depuis la gare de Lyon est de 20 minutes, depuis Juvisy de 15 minutes et depuis Brétigny de 60 minutes.
La ligne N144 relie la gare de l'Est à la gare de Corbeil-Essonnes et dessert l'aérogare d’Orly 4.

### Liaisons routières

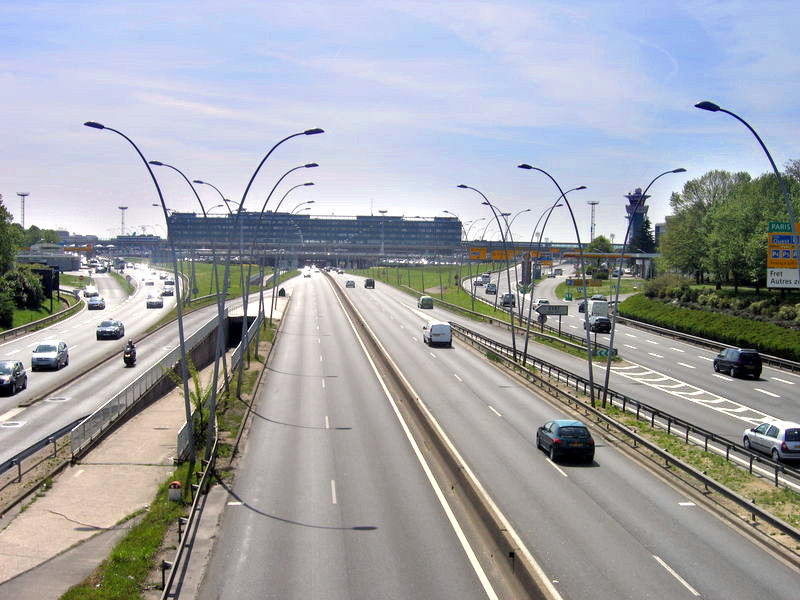
Vue sur la nationale 7 à hauteur de Paray-Vieille-Poste, montrant le côté nord de l'aérogare d'Orly Sud et la tour de contrôle.

L'autoroute A106 relie l'aéroport à l'autoroute A6 en direction ou bien en provenance de Paris.
La route nationale 7 passe sous l'aérogare d'Orly Sud et à hauteur de Paray-Vieille-Poste.
L'autoroute A86 passe tout près d'Orly et permet de rejoindre la route nationale 7 au niveau du centre commercial de Belle Épine à Thiais.

### Stationnement
L'aéroport compte quatre parkings proches du terminal, nommés en fonction de la zone qu'ils desservent :
- Le parking P2 pour Orly 1 et 2;
- Le parking P3 pour Orly 3 (comprenant un parking premium)[81]; ce parking permet notamment de rejoindre la station de la ligne 14.
- Les parkings P4a, P4b et P4c pour Orly 4.

Il existe également un parking éloigné à tarifs réduits, le Peco.
Le 6 avril 2023 ouvre le nouveau parking P3 à proximité immédiate des terminaux 1, 2 et 3, juste au dessus de la future station de métro. L’ancien parking P3 souterrain ferme pour 2 ans de travaux.

## L'aéroport dans la littérature, le cinéma, la chanson, la philatélie

### Livres et romans
- 1955 : Escale à Orly, de Riess Curt. Ce roman donnera lieu à une adaptation cinématographique sous le même titre et la même année par Jean Dréville.
- 1964 : Paris au mois d'août de René Fallet. Ce roman donnera lieu à un film éponyme, réalisé par Pierre Granier-Deferre.
- 1997 : Orly Sud, de François Migeot  (ISBN 2-738-465-358).
- 1998 : Orly Base Marine, de l'Amicale des Anciens Marins des Aéroports de l'Île-de-France, dépôt légal no 98-615 décembre 98.

De nombreux autres livres et romans évoquent l'aéroport d'Orly.

### Tournages
L'aéroport de Paris-Orly a été le lieu de tournage de nombreuses scènes de films et de séries télévisées. On peut citer, de manière non exhaustive, pour les plus célèbres :

#### Films
- 1948 : Aux yeux du souvenir, de Jean Delannoy
- 1956 : Le Chanteur de Mexico, de Richard Pottier
- 1957 : Drôle de frimousse, de Stanley Donen
- 1960 : À bout de souffle, de Jean-Luc Godard
- 1961 : Le cave se rebiffe, de Gilles Grangier
- 1962 : La Jetée, de Chris Marker
- 1964 : L'Homme de Rio, de Philippe de Broca
- 1964 : La Peau douce, de François Truffaut
- 1965 : Le Gendarme à New York, de Jean Girault
- 1966 : Paris au mois d'août, de Pierre Granier-Deferre
- 1966 : Vivre pour vivre, de Claude Lelouch
- 1966 : Les Grandes Vacances, de Jean Girault
- 1967 : Playtime de Jacques Tati
- 1968 : La Chamade, d'Alain Cavalier
- 1968 : Le Tatoué, de Denys de La Patellière
- 1969 : Le Clan des Siciliens, d'Henri Verneuil
- 1972 : L'Attentat, d'Yves Boisset
- 1972 : Le Tueur de Denys de la Patellière
- 1972 : Le Grand Blond avec une chaussure noire, de Yves Robert
- 1973 : Les Aventures de Rabbi Jacob, de Gérard Oury
- 1973 : Le Serpent, de Henri Verneuil
- 1974 : Le Retour du grand blond, de Yves Robert
- 1977 : Aurais dû faire gaffe, le choc est terrible, de Jean-Henri Meunier
- 1980 : C'est pas moi, c'est lui, de Pierre Richard
- 1981 : La Chèvre, de Francis Veber
- 1982 : Rock'n Torah / Le Préféré, de Marc-André Grynbaum
- 1983 : Attention ! Une femme peut en cacher une autre, de Georges Lautner
- 1991 : L'Opération Corned-Beef, de Jean-Marie Poiré
- 1998 : Restons groupés, de Jean-Paul Salomé
- 1999 : Une journée de merde, de Miguel Courtois
- 2000 : Stand-by, de Roch Stéphanik
- 2002 : Parlez-moi d'amour, de Sophie Marceau
- 2002 : Embrassez qui vous voudrez, de Michel Blanc
- 2005 : Ma vie en l'air, de Rémi Bezançon
- 2006 : Truands, de Frédéric Schœndœrffer
- 2009 : Un prophète, de Jacques Audiard
- 2010 : Orly, d'Angela Schanelec
- 2013 : Amour et Turbulences d'Alexandre Castagnetti

Selon le Guide du film français, l'aéroport d'Orly a accueilli les tournages de huit longs métrages pour la seule année 2004.

#### Séries télévisées
- 1964 : Alerte à Orly, de Jacques R. Villa.
- 2009 : Braquo, d'Olivier Marchal.

### Chansons et clips
Voir les chansons francophones dont le titre contient le nom de l'aéroport d'Orly.
- 1951 : Télégramme, chanson interprétée par Édith Piaf, écrite et composée par Michel Emer. Le personnage de Marie Bélage reçoit un télégramme en provenance de son amour de jeunesse, qui l'invite à le retrouver à l'aéroport d'Orly après vingt ans de séparation.
- 1963 : Dimanche à Orly, chanson écrite, composée et interprétée par Gilbert Bécaud.
- 1963 : Minuit Orly, chanson écrite et composée par Serge Rezvani, et interprétée par Jeanne Moreau[84].
- 1966 : Il fait trop beau pour travailler, chanson interprétée par Les Parisiennes et dont le clip est tourné à Orly.
- 1969 : Adieu jolie Candy, chanson écrite par Alain Boublil et Michel Berger, interprétée par Jean-François Michaël, débutant par " [...] C'est à Orly Que finissent les vacances à Paris".
- 1970 : Samba de Orly, chanson interprétée par Chico Buarque.
- 1974 : Orly-bar, chanson écrite et interprétée par Jean-Roger Caussimon, sur l'album Jean-Roger Caussimon 1974.
- 1977 : Orly, chanson écrite, composée et interprétée par Jacques Brel. Le refrain fait référence à la chanson de Bécaud : « Nom de Dieu que c'est triste Orly le dimanche / Avec ou sans Bécaud ». Relatant la difficile séparation d'un homme et d'une femme, avant que l'un d'eux prenne l'avion, Brel y aurait intégré des éléments biographiques, une rupture qu'il aurait lui-même vécue dans les mêmes conditions.
- 1985 : Paris Orly, écrit, composé et interprété par le groupe minimal-électro-pop français Deux : « Paris Orly, direction Austerlitz ; Paris Orly, taxi pour Stalingrad. »[85].
- 1986 : V.I.P. de Françoise Hardy. Le refrain est « V.I.P. bienvenue à Paris-Orly ».
- 1991 : Dans le clip de la chanson La fille de l'aéroport, de Patrick Bruel, on voit le chanteur à l'aéroport d'Orly.
- 2006 : Le clip de la chanson Montréal de l'artiste québécoise Ariane Moffatt est en partie tourné à Orly, notamment à l'aérogare Sud et l'Orlyval.
- 2018 : Sale mood de Bramsito et Booba. Le couplet de Booba est « on s’est croisé à Orly-Ouest personne n’a pris l’avion »[86].

### Timbres
En février 1961, La Poste a émis un timbre-poste représentant l'aérogare d'Orly Sud, dessiné et gravé par Jacques Combet.

## Autres

### Lieux d'accueil et de culte de l'aumônerie inter-religieuse
Trois bureaux d'accueil inter-religieux ont été mis à la disposition de l'aumônerie inter-religieuse de l'aéroport pour accueillir les passagers et les membres du personnel de l'aéroport qui le désirent : aux niveaux 2 et -1 d'Orly 4 et au niveau Arrivées, porte H, d'Orly 2.
À Orly 4, une chapelle œcuménique, une synagogue, et une mosquée avec deux salles de prière (une pour les hommes et une pour les femmes), ouvertes de 6 h 30 à 23 h 30 sont mises à la disposition de tous ceux qui désirent se recueillir dans le calme.
À Orly 1, une salle de prière inter-religieuse récemment rénovée, située au niveau arrivées, entre le bureau des objets trouvés et le centre médical, permet aux croyants appartenant à différents cultes de pouvoir prier librement en un même lieu.

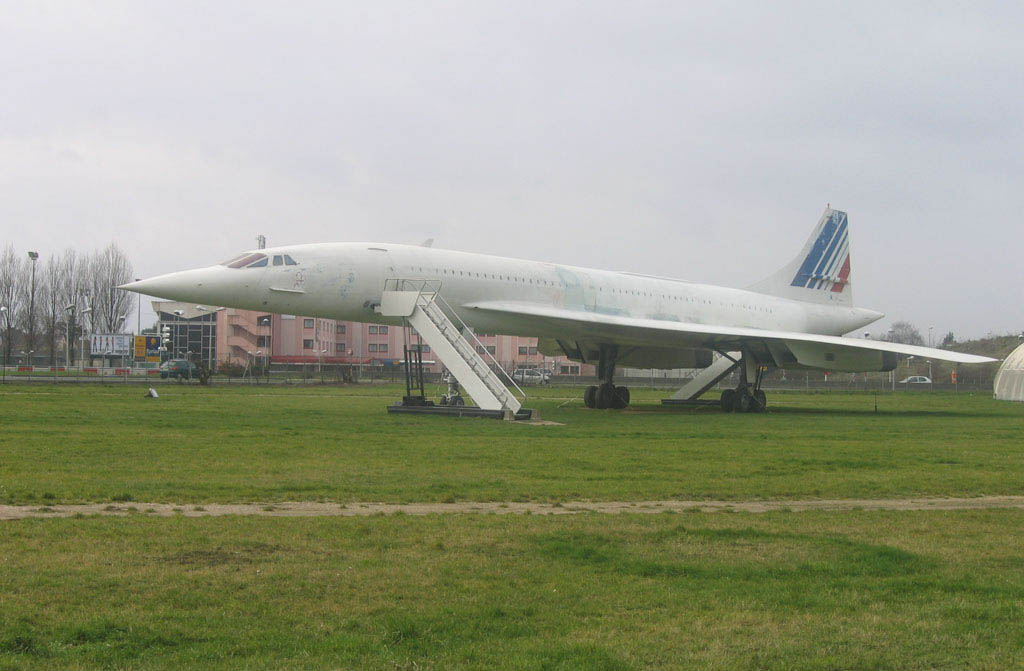
Concorde 102 visible au musée Delta à l'aéroport de Paris-Orly.

Des aumôniers des trois principales religions monothéistes sont sur la plateforme tous les jours pour accueillir passagers, accompagnants et salariés de l'aéroport[réf. nécessaire]. Outre le soutien moral et spirituel apporté aux voyageurs et au personnel de l'aéroport, les aumôniers peuvent notamment être chargés de missions extrêmement délicates face à des familles endeuillées lors de catastrophes aériennes ou de tragédies humaines personnelles. Ils sont aussi très présents lors de rapatriements de citoyens français en urgence, et font partie des encadrants auxquels il est fait appel en cas de crise majeure.

### Musée de l'air, dit «musée Delta»
L'aéroport accueille un musée de l'air, appelé musée Delta, dans l'enceinte de l'aéroport, mais sur le territoire de la commune d'Athis-Mons. Il est plus spécialement consacré à l'histoire de l'aile Delta, parce que c'est là que fut mis au point l'un des premiers avions à aile delta au monde. On peut encore y voir le Concorde 102. La Caravelle, le Dassault Mercure 100, ainsi que les deux avions de combat Mirage III ont été déplacés[Où ?].

### Panne informatique
Le samedi 7 novembre 2015, le trafic de l'aéroport d'Orly fut complètement immobilisé pendant plus d’une demi-heure, en raison d'une panne informatique. Cette perturbation provenait d'un serveur de liaison de données météorologiques entre Méteo France et Aéroport de Paris, fonctionnant avec un système d'exploitation alors beaucoup trop ancien car tournant sous Windows 3.1 sorti en 1992.

### Bataille entre les rappeurs Kaaris et Booba
Le 1er août 2018, un combat a eu lieu entre les rappeurs Kaaris et Booba dans le hall 1 de l'aéroport d'Orly. Au total quatorze individus ont pris part à la bataille et ont été mis en garde à vue. Les rappeurs qui mettaient en scène leur rivalité sur les réseaux sociaux depuis plusieurs mois n'en étaient encore jamais venus aux mains. Ils ont tous deux écopé de douze mois de prison avec sursis et les dégâts totaux ont été estimés à 400 000 euros par l'aéroport d'Orly.

## Direction de l'aéroport
Prenant la suite de Franck Méreyde puis de Marc Houalla, Régis Lacote a dirigé l'aéroport de février 2018 jusqu'en octobre 2020.
À compter du 26 octobre 2020, Justine Coutard a officiellement pris ses fonctions de nouvelle directrice de l'aéroport d'Orly.

## Galerie de photographies

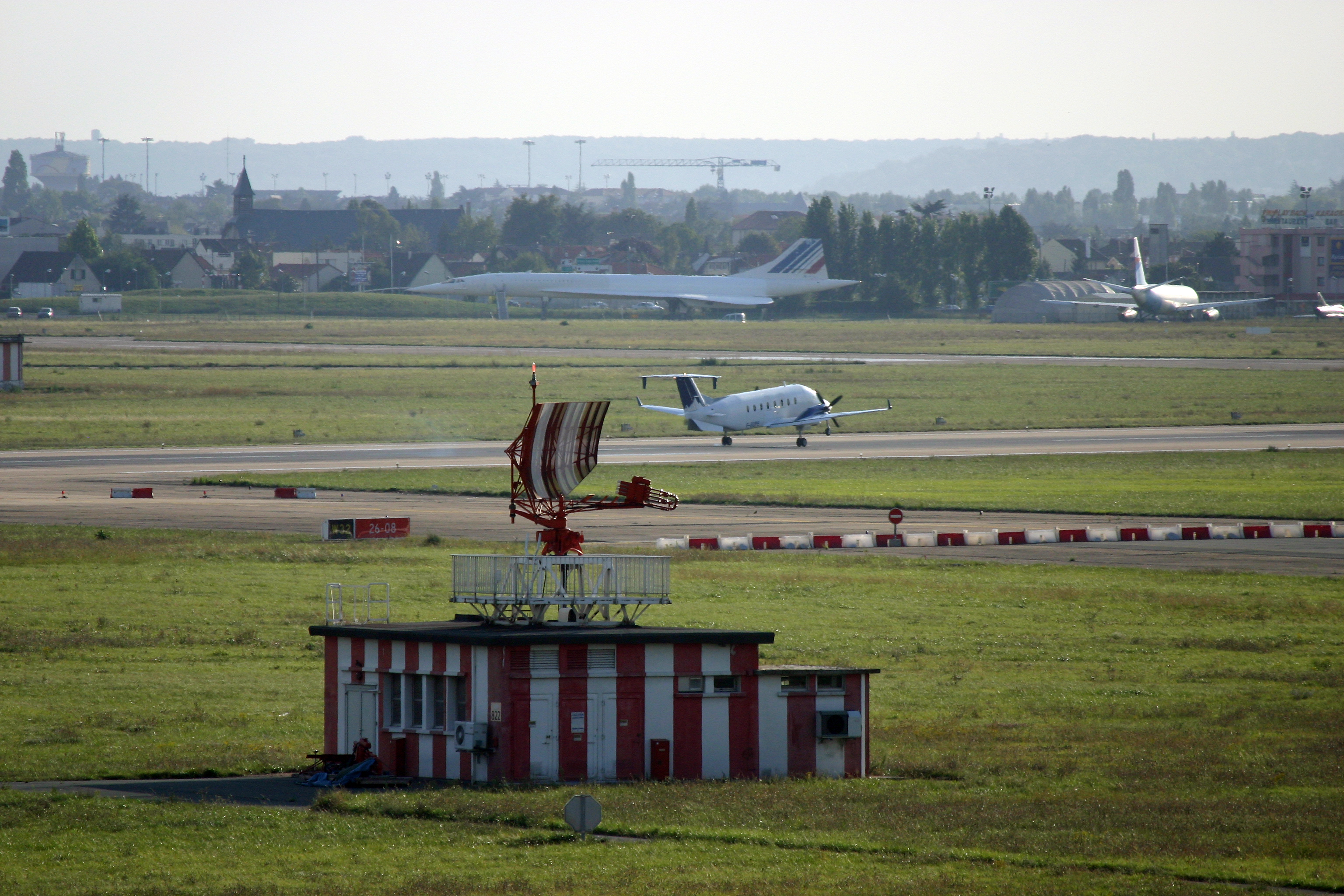
L'ancien radar TA10 de l'aéroport d'Orly, désormais à l'arrêt. Un avion de la Pan Européenne Air Service est en train d'atterrir. Au fond, on peut voir le Concorde et le Mercure du musée Delta.
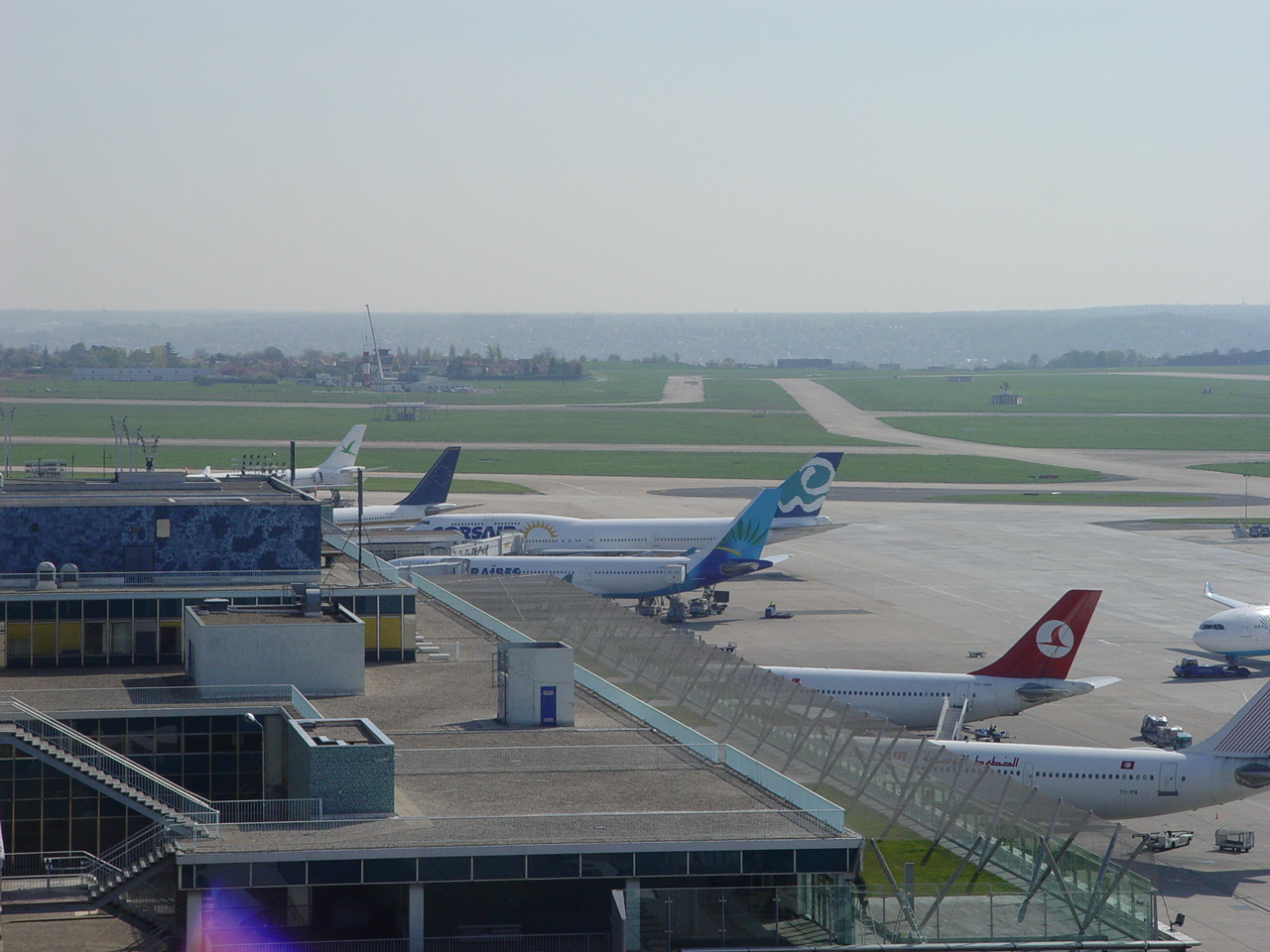
Vue sur les toits d'Orly Sud et sur les parkings avions. Au centre, on peut voir le B747 immatriculé F-GSUN, reconnaissable à un soleil peint sur le fuselage. (ancien logo de Corsair Fly).
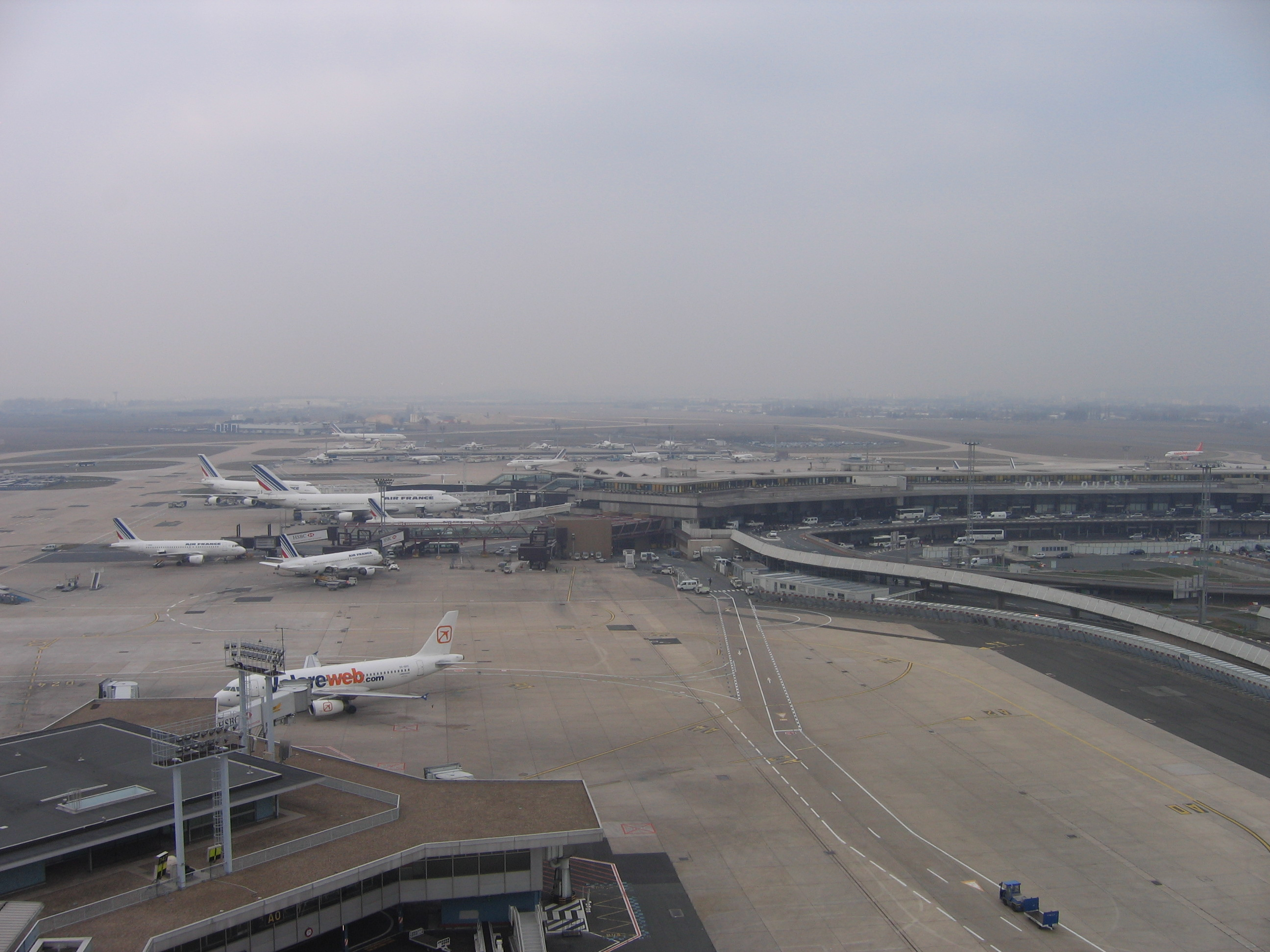
Vue sur l'aérogare d'Orly Ouest.
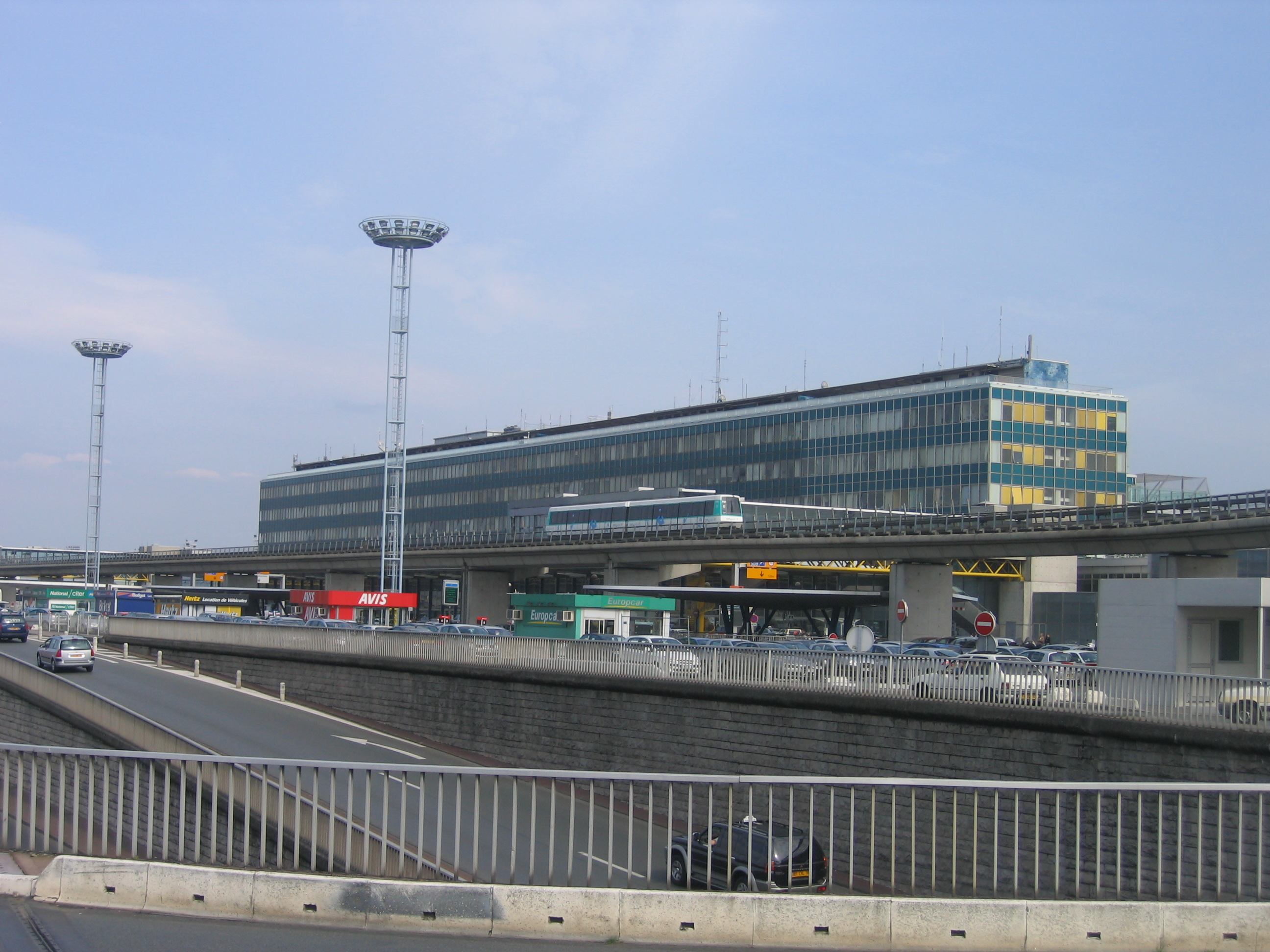
Orlyval devant l'aérogare d'Orly Sud.

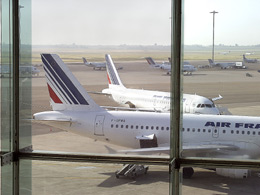
Vue sur le tarmac d'Orly.
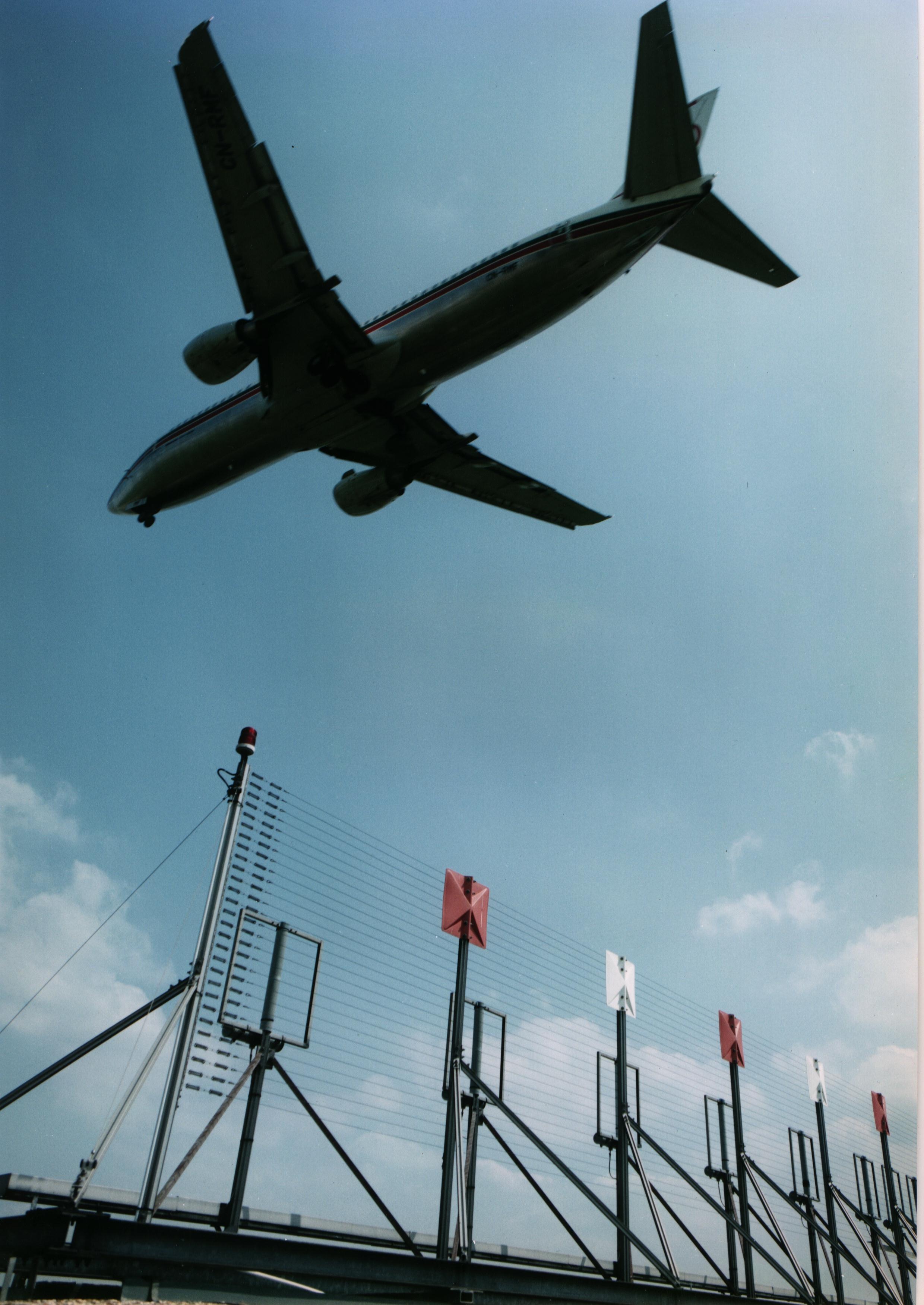
Loc 08 d'Orly et B737 de Royal Air Maroc en train d'atterrir.
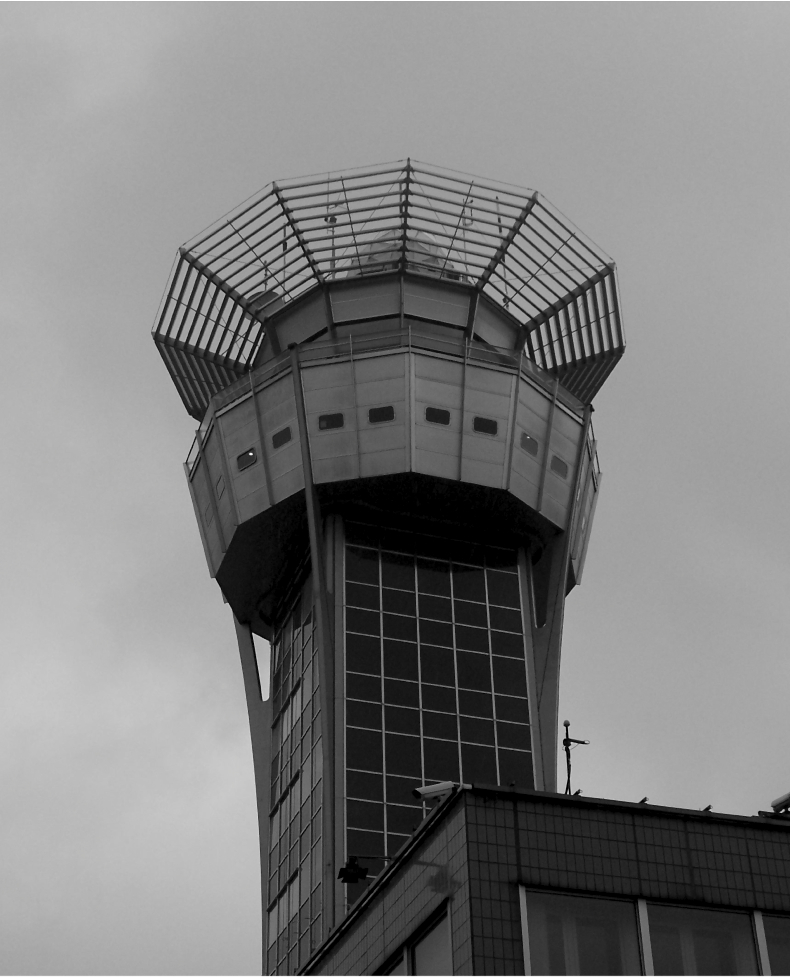
La tour de contrôle d'Orly Sud.